# Jaworzno

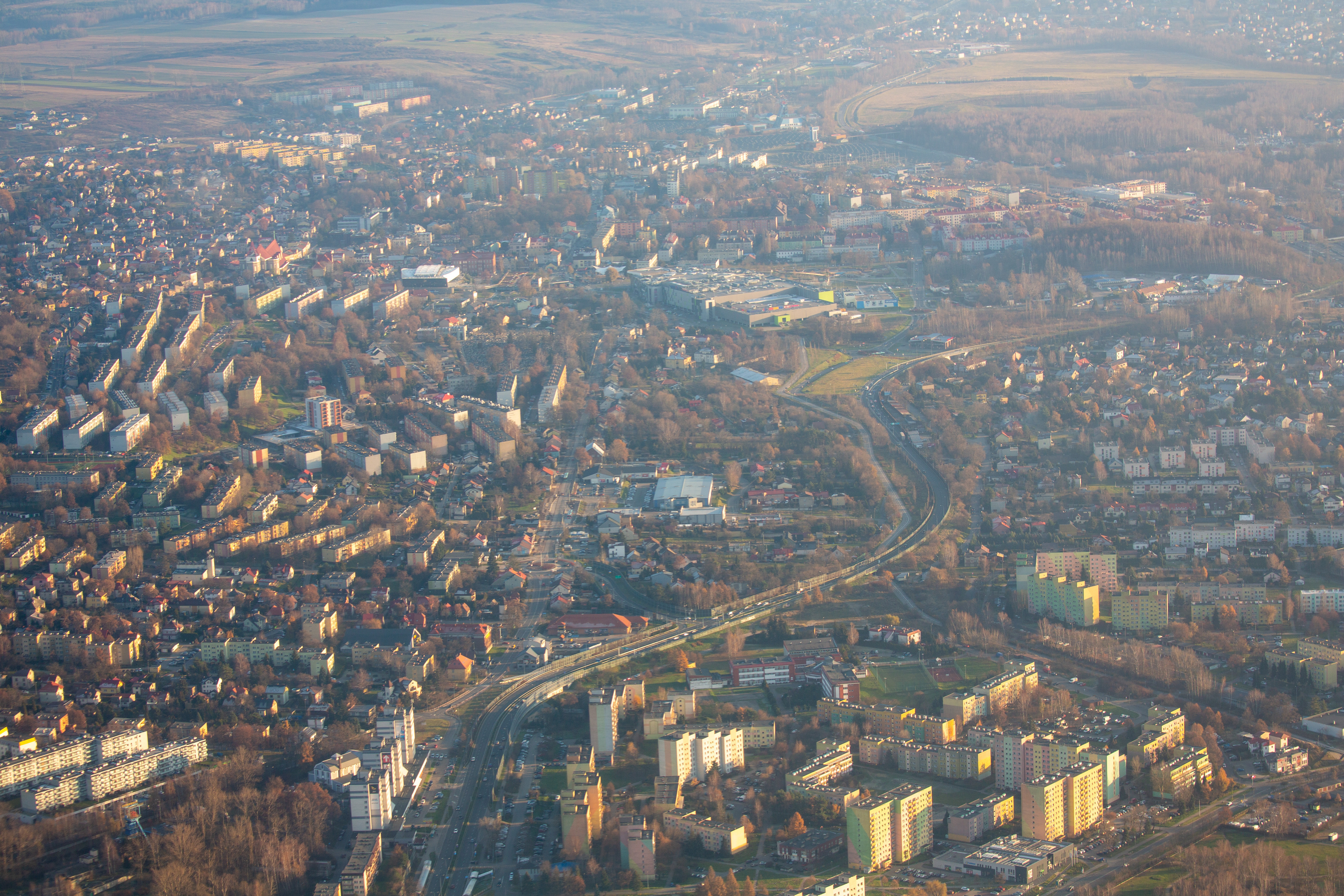
Jesienny widok Jaworzna z samolotu Cessna 150 SP-ICE

Jaworzno – miasto na prawach powiatu w południowej Polsce położone na Pagórach Jaworznickich (Wyżyna Śląsko-Krakowska) w województwie śląskim. Pod względem kulturowym, etnograficznym i historycznym Jaworzno wraz ze swoim regionem stanowi część ziemi krakowskiej oraz Małopolski.

## Położenie
Jaworzno jest usytuowane po południowo-wschodniej stronie rozwidlenia rzek: Biała Przemsza i Przemsza, które wyznaczały – wraz z Czarną Przemszą – trójstyk granic trzech cesarstw tj. Zakątek Trzech Cesarzy (potocznie zwany Trójkątem Trzech Cesarzy). Według podziału na regiony fizycznogeograficzne obszar Jaworzna wchodzi w obręb dwóch mezoregionów Wyżyny Śląskiej: Wyżyny Katowickiej na północnym zachodzie i północnym wschodzie oraz Pagórów Jaworznickich. W południowej i wschodniej części  Jaworzno położone jest na dwóch  mezoregionach Wyżyny Krakowsko-Częstochowskiej: Rów Krzeszowicki oraz Wyżyna Olkuska.
Pod względem historycznym Jaworzno leży w dawnej ziemi krakowskiej, stanowiącej część Małopolski.
Do 1975 r. należało do województwa krakowskiego. W latach 1975–1998 w granicach woj. katowickiego. Od 1999 roku jest częścią województwa śląskiego. Miasto leży na zachodnim krańcu aglomeracji krakowskiej.

## Podział administracyjny
Jaworzno składa się z kilkunastu dzielnic (w skład niektórych wchodzą osiedla dawnych samodzielnych miast lub wsi), bez wyraźnych granic pomiędzy nimi. Rozchodzą się one gwiaździście od śródmieścia, najczęściej oddzielone są pasami zieleni. Potocznie używa się nazw osiedli, jednak w związku z tym, że dawne przyłączone miasteczka również miały swoje dzielnice, określenie lokalizacji bywa kłopotliwe. Powszechnie przyjmuje się poniższy podział na tzw. ośrodki dzielnicowe:

Części miasta (dzielnice) Jaworzna – podział umowny

### Dzielnice
Teren miasta podzielony jest m.in. na następujące części (dzielnice):

- Bory
- Byczyna
- Cezarówka
- Ciężkowice
- Dąbrowa Narodowa
- Długoszyn
- Dobra
- Jeleń
- Jeziorki
- Koźmin
- Niedzieliska
- Pieczyska
- Stara Huta
- Szczakowa
- Śródmieście
- Wesołe Miasteczko / Siłownia
- Wilkoszyn

### Osiedla mieszkaniowe (podział umowny)
- Awaryjne
- Cegielniana
- Chopina
- Chropaczówka
- Gagarina
- Gigant
- Góra Piasku
- Górnicze
- Kościuszki (OTK)
- Leopold
- Łubowiec / Szczotki
- Pańska Góra
- Pechnik
- Podłęże
- Podwale
- Pszczelnik
- Sfera
- Skałka
- Stałe
- Warpie

## Warunki naturalne

### Rzeźba terenu
Najwyżej położonym punktem jest wzniesienie Przygoń (354,7 m n.p.m.), najniżej – ujście kanału Matylda do rzeki Przemszy (232 m n.p.m.).
Wzgórza na terenie miasta:

- Przygoń – 354,7 m n.p.m.
- Grodzisko – 345,64 m n.p.m.
- Góra Chrzanowska – 333,3 m n.p.m.
- Łazy – 332,3 m n.p.m.
- Wielkanoc – 331,22 m n.p.m.
- Sodowa Góra – 327,23 m n.p.m.
- Pańska Góra – 326,4 m n.p.m.
- Równa Górka – 318,24 m n.p.m.
- Glinna Góra – 311,26 m n.p.m.
- Knepowa Góra – 308,11 m n.p.m.
- Rudna Góra – 307,17 m n.p.m.
- Pietrusowa – 308,05 m n.p.m.
- Góra Bielana – 304,88 m n.p.m.
- Koniówki – 305,09 m n.p.m.
- Celinowe Górki – 296,8 m n.p.m.

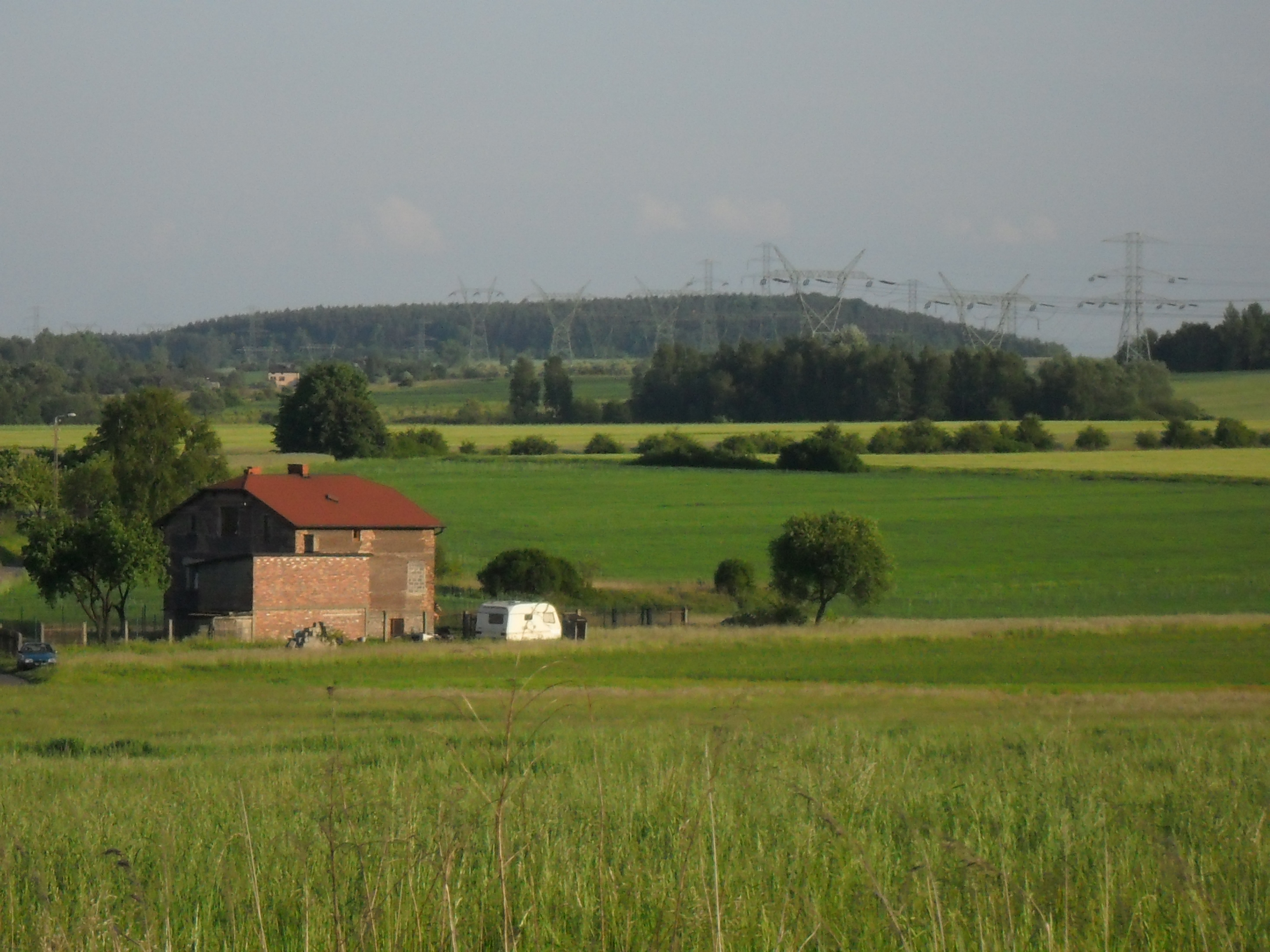
Grodzisko w Jaworznie – jedno ze wzniesień Pagórów Jaworznickich (346 m n.p.m.); stanowisko archeologiczne

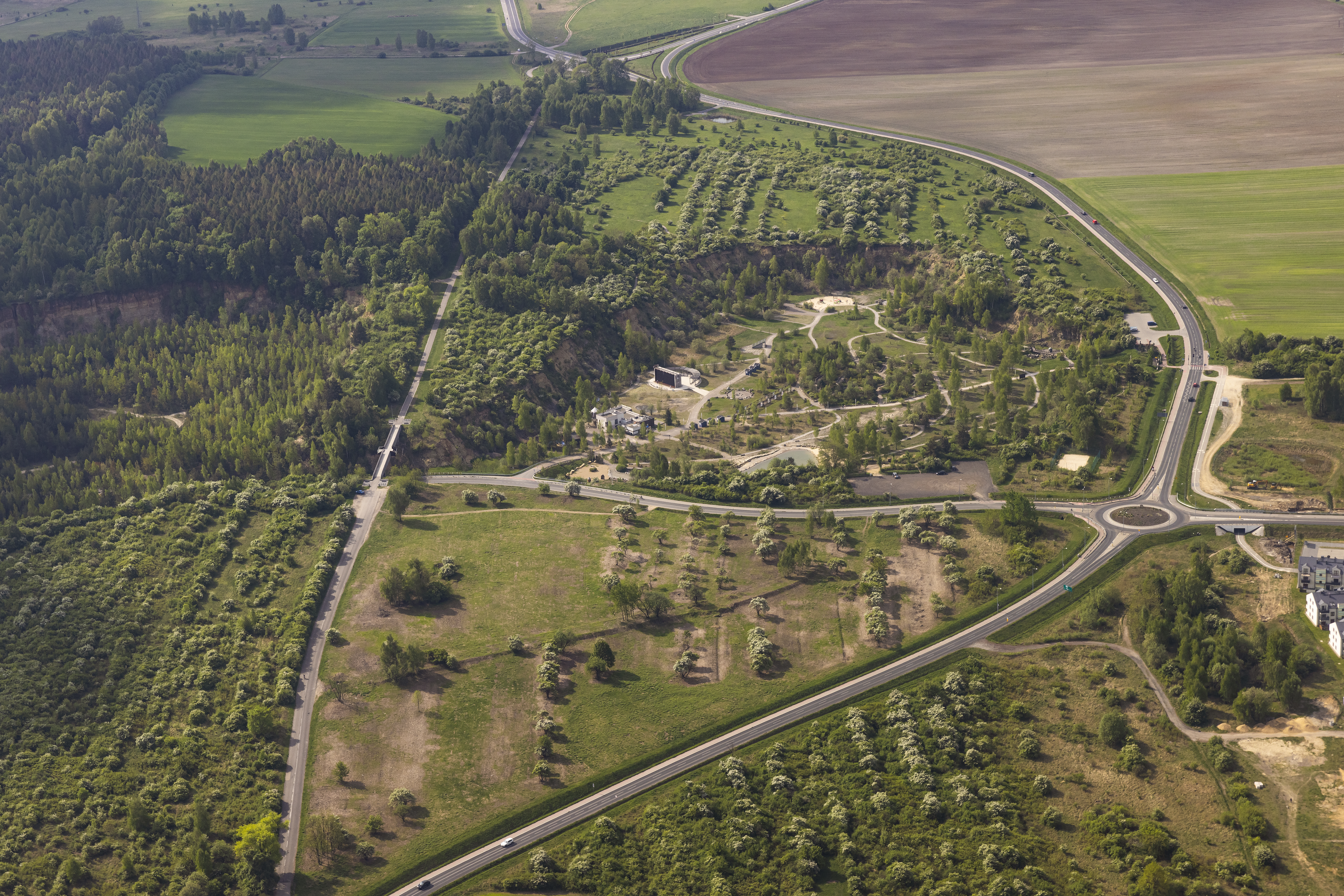
Ośrodek Edukacji Ekologiczno-Geologicznej GEOsfera u podnóża Sodowej Góry (327 m n.p.m.) - przykład zaadaptowania dawnego wyrobiska po kamieniołomie dolomitu

- Staberek – 284,8 m n.p.m.

### Klimat
W Jaworznie występuje klimat umiarkowany. Ze względu na ścieranie się wilgotnych mas powietrza znad Atlantyku z suchymi, kontynentalnymi, napływającymi ze wschodu, często dochodzi do zmian pogody. Średnia dobowa temperatura w ciągu roku waha się od -2 do +18 °C. Przeciętnie w ciągu roku występuje 70 słonecznych dni (1702 godziny nasłonecznienia). Najcieplejszym miesiącem jest sierpień, a najzimniejszym styczeń. W okresie letnim wieją na ogół wiatry zachodnie sprzyjające opadom deszczu, natomiast w zimie przewagę mają wiatry wschodnie, co wpływa na zmniejszenie ilości opadów atmosferycznych. Do najbardziej deszczowych miesięcy należą czerwiec i lipiec, ze średnimi opadami w wysokości od 100 do 177 mm. Najmniej deszczowy jest wrzesień i październik, gdy opady wynoszą od 13 do 30 mm.

### Stosunki wodne
Przez Jaworzno przepływają lub przepływały takie cieki jak:
- Przemsza
- Biała Przemsza
- Kozi Bród (dawniej Siersza)
- Jaworznik
- Żabnik
- Łużnik
- Wąwolnica
- Byczynka (dawniej Ponikwic)

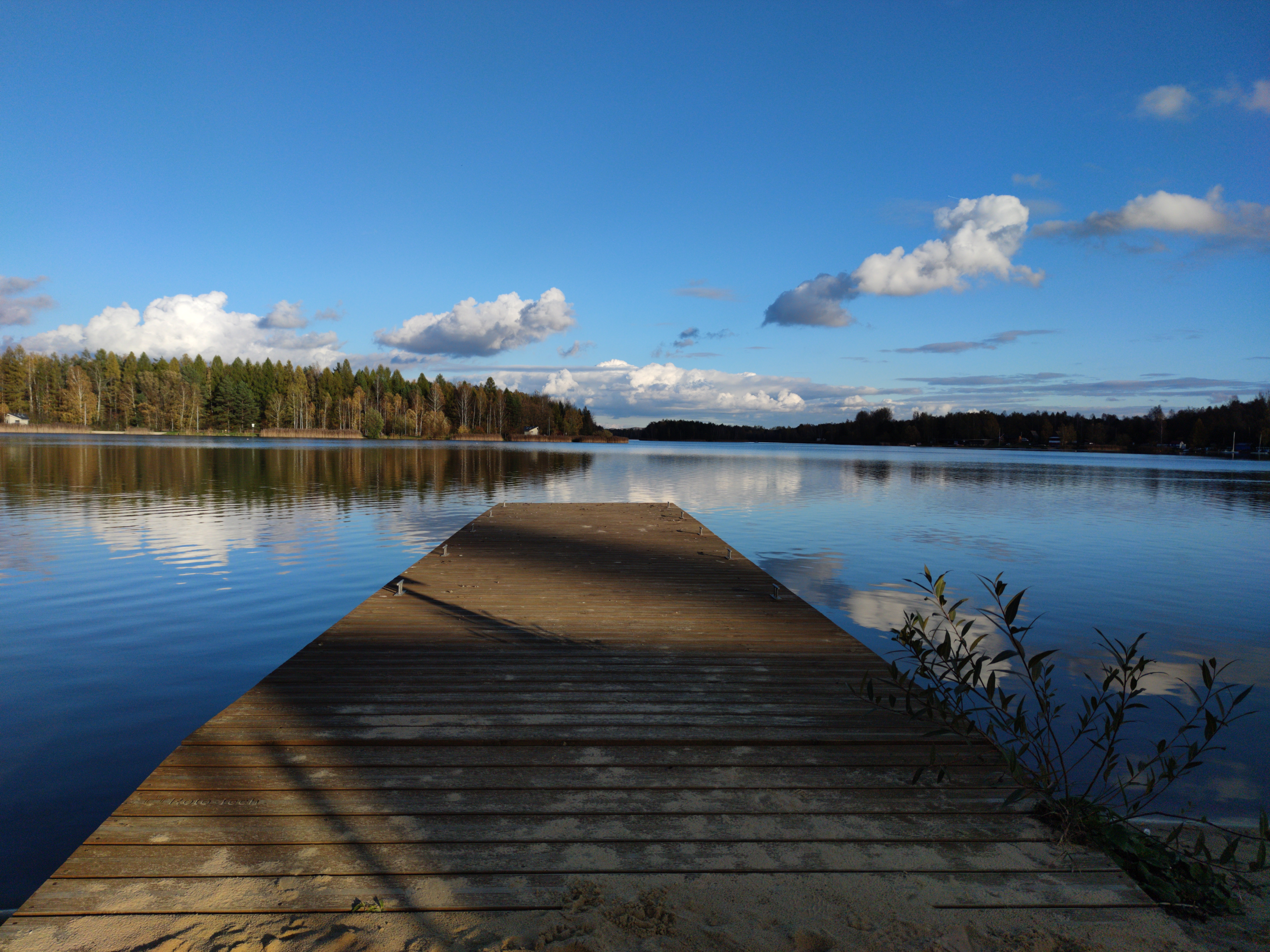
Zalew Sosina

Na terenie Jaworzna znajdują się m.in. takie zbiorniki wodne jak:
- Sosina
- Staw Bielnik (potocznie zwany Tarka, nawiązuje do nazwy ośrodka wypoczynkowo-rekreacyjnego, na terenie którego niegdyś porastała śliwa tarnina)[12]
- Zalew Łęg
- Gródek (znajdujący się na terenie Arboretum Park Gródek)
- Wydra (znajdujący się na terenie Arboretum Park Gródek).

## Nazwa miasta
Miejscowość swoją nazwę wzięła od słowiańskiej nazwy drzewa jawor (Acer pseudoplatanus), które występuje na terenie miasta.
Znana mieszkańcom i oparta na etymologii ludowej legenda głosi: W 1330 r. przyszły król Kazimierz III Wielki wracał z Poznania do Krakowa na wezwanie swojego ojca Władysława Łokietka. W rejonie zwanym dziś Pańską Górą napotkał drwali ścinających jawor i zapytał ich, co robią. Wówczas jeden z nich odpowiedział: „My se jawor zno lo tyk, co śrybra sukajo” (co można tłumaczyć: My sobie jawor ścinamy, dla tych, co srebra szukają). Na podstawie tej ludowej opowieści powstał obecny herb miasta – rozłożysty jawor i ścinający go dwaj drwale. Jak podaje znany językoznawca Kazimierz Rymut nazwa „Jaworzno” powstała poprzez dodanie do wyrazu „jawor” przyrostka *-ьno.
Nazwę miejscowości w obecnej polskiej formie Jaworzno wymienia w latach (1470-1480) Jan Długosz w księdze Liber beneficiorum dioecesis Cracoviensis. Długosz wymienia również obecną dzielnicę miasta Szczakową w formie Sczakowa jako osobną miejscowość, która decyzją władz PRL arbitralnie została przyłączona do Jaworzna.
Słownik geograficzny Królestwa Polskiego wydany w latach 1880–1906 notuje nazwę miasta Jaworzno.

## Historia

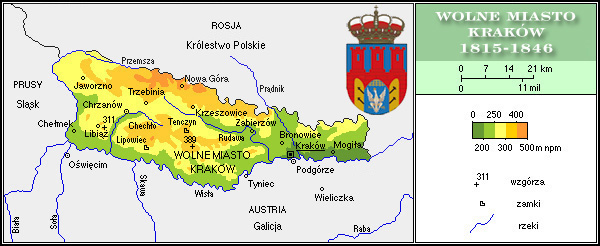
Jaworzno na mapie Wolnego Miasta Krakowa

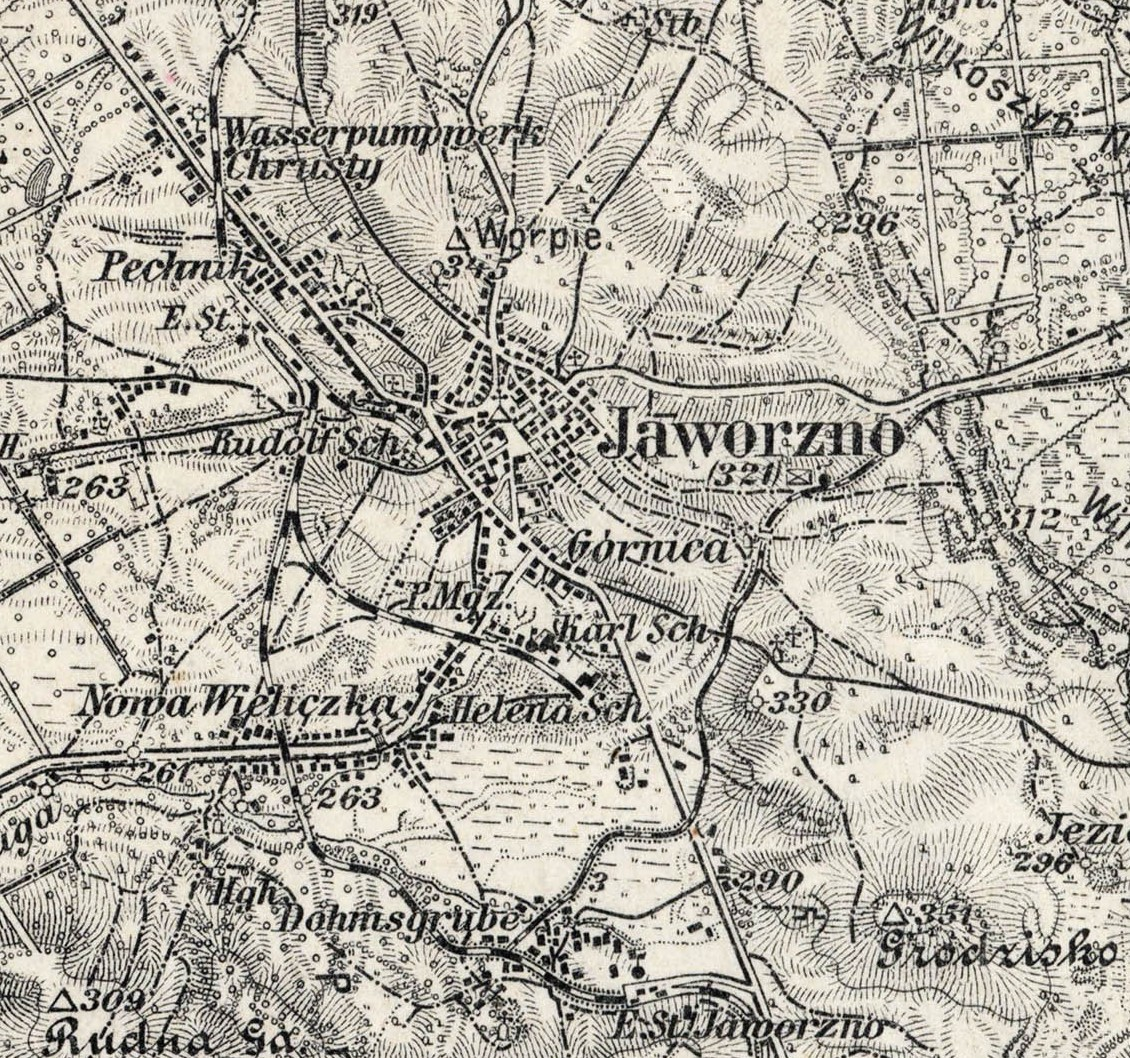
Miasto Jaworzno w 1903 roku

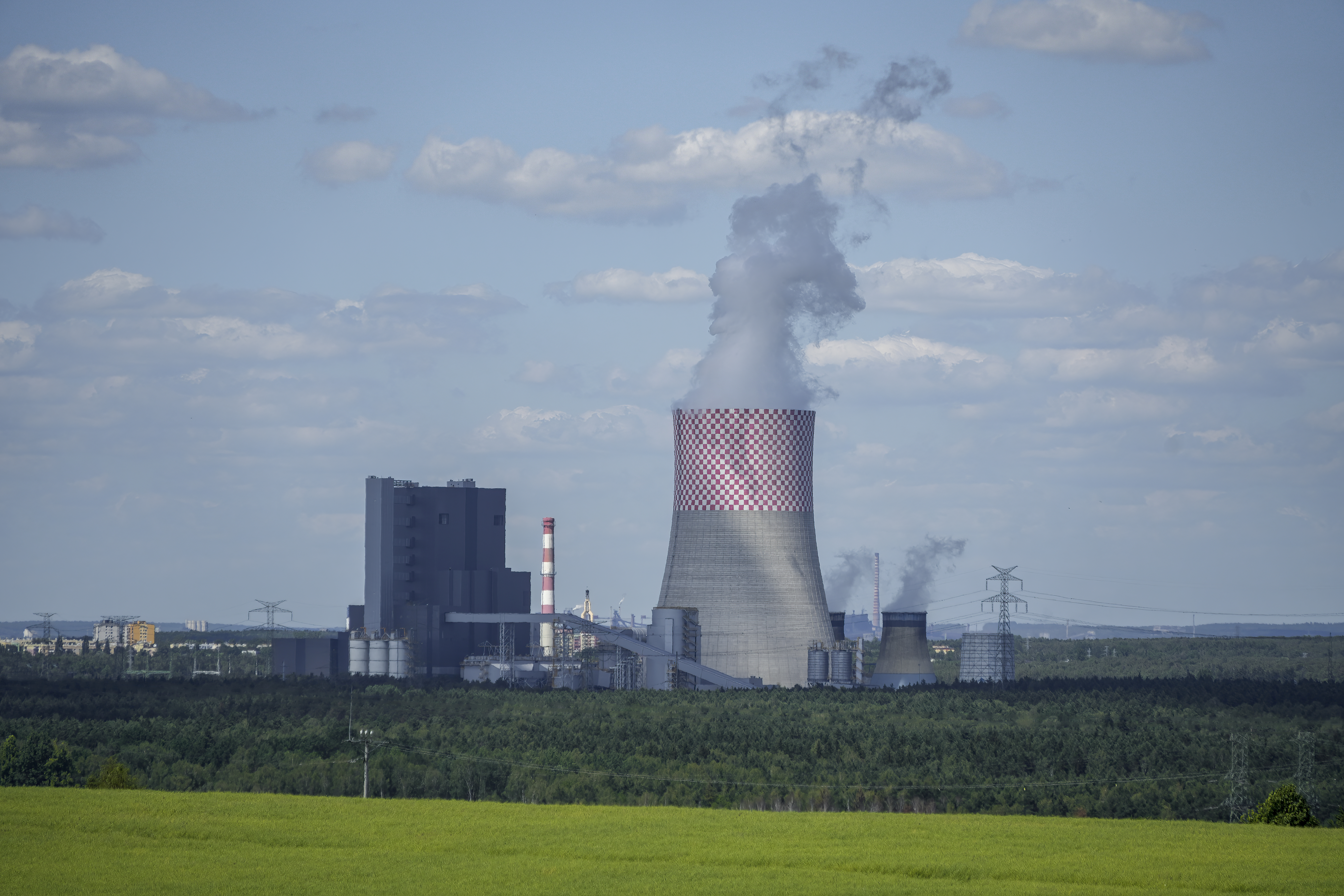
Elektrownia Jaworzno

Jaworzno historycznie leży na terenie Małopolski, a wykopaliska archeologiczne potwierdzają, że osiedle ludzkie istniało na jego terenie już w młodszej epoce kamienia. Zarysowane wały na powierzchni wzgórza Grodzisko wskazują również na istnienie osady we wczesnym średniowieczu. Przez wieki Jaworzno było niewielką osadą na terenie ziemi krakowskiej w pobliżu Chrzanowa należącą do parafii w Lędzinach. Pierwsze zapiski o Jaworznie pochodzą z 1229 r. W XIII wieku w obrębie kasztelanii chrzanowskiej, a w 1335 r. powstała parafia, która przyjmuje imię św. Wojciecha. Początkowo tereny te należały do biskupów krakowskich i wchodziły w skład klucza sławkowskiego. Do 1273 r. tereny ziemi jaworznickiej należały do księstwa opolskiego. Początkowo w Jaworznie wydobywano srebro i ołów z galeny, następnie rudę cynku i żelaza, a w 1767 r. w obecnej dzielnicy miasta – Szczakowej powstała pierwsza polska kopalnia węgla kamiennego i od tego czasu do dzisiaj w mieście wydobywa się ten surowiec.
Po III rozbiorze Polski Jaworzno znalazło się w zaborze austriackim. W latach 1809–1815 Jaworzno wchodziło w skład Księstwa Warszawskiego, w latach 1815–1846 na nim kończyło się terytorium maleńkiej, formalnie niepodległej Rzeczypospolitej Krakowskiej – Wolnego Miasta Krakowa. Od 1846 r. do 1918 r. Jaworzno należało do Królestwa Galicji i Lodomerii wraz z Wielkim Księstwem Krakowskim (w skrócie zwanego Galicją), w ramach zaboru austriackiego. W czasach rozbiorów na styku rzek Przemszy, Czarnej Przemszy i Białej Przemszy istniał tzw. Kąt Trzech Cesarzy, wyznaczający granicę między Austrio-Węgrami, Cesarstwem Rosyjskim a Królestwem Prus. W XIX wieku rozwój przemysłowy zdynamizował rozwój miejscowości, a przeprowadzenie w 1847 r. przez obecną dzielnicę miasta – Szczakową linii kolejowej Towarzystwa Kolei Krakowsko-Górnośląskiej (od 30 kwietnia 1850 r. C.K. Uprzywilejowana Kolej Północna Cesarza Ferdynanda) jeszcze bardziej wzmocniło impuls rozwojowy tych terenów, tworząc jednocześnie ze Szczakowej istotny do dzisiaj węzeł kolejowy, który po uzyskaniu połączenia z Koleją Warszawsko-Wiedeńską stał się również ważnym węzłem przeładunkowym pomiędzy Austrią a Rosją i Prusami. Już w 1898 r. powstała w Jaworznie pierwsza elektrownia, wydobycie węgla stanowiło 84% wydobycia w całej Galicji, powstała Fabryka Bieli Cynkowej, Fabryka Sody Amoniakalnej (przekształcona w Hutę Szkła Okiennego „Szczakowa”), Garbarnia, a w 1916 r. Zakłady Azotowe „Azot”. 21 września 1901 r. cesarz Franciszek Józef I podpisał ustawę Sejmu Lwowskiego w sprawie nadania praw miejskich dla Jaworzna. W latach 1918–1939 i 1945–1975 w woj. krakowskim.
W czasie II wojny światowej miasto znalazło się pod okupacją niemiecką. Zostało włączone do Rzeszy Niemieckiej. Utworzono tu podobóz Neu-Dachs obozu koncentracyjnego Auschwitz-Birkenau, którego więźniowie pracowali w jaworznickich kopalniach.
24 grudnia 1943 roku grupa partyzantów z oddziału Gwardii Ludowej im. Jarosława Dąbrowskiego likwiduje Wiktora Dombka, niemieckiego sztygara kopalni „Sobieski” za znęcanie się nad polskimi górnikami.
W kwietniu 1945 r. utworzono tzw. Centralny Obóz Pracy, więziono tu m.in. żołnierzy AK, Niemców, a także Ukraińców i Łemków podejrzanych o współpracę lub sympatyzowanie z OUN i UPA. Obóz istniał do lutego 1949 r. przekształcając się w tzw. Progresywne Więzienie dla Młodocianych Przestępców, wzorowane na sowieckich łagrach. Ośrodek w Jaworznie zamknięto oficjalnie w 1956 r., po buncie więźniów, który miał miejsce 15 maja 1955 r. W 1990 r. powstał Związek Młodocianych Więźniów Politycznych „Jaworzniacy”.
Znaczący wzrost ludności miasta nastąpił w drugiej połowie XX w., kiedy napłynęły do niego tysiące ludzi (głównie z południowej Polski) do pracy w przemyśle, a także poprzez przyłączanie do Jaworzna okolicznych osad oraz dawniej niezależnych miast, tworząc dzisiejsze dzielnice Dąbrowa Narodowa, Szczakowa, Byczyna, Jeleń, Ciężkowice, Długoszyn. Powstał organizm miejski o specyficznej, nieposiadającej ciągłości zabudowy strukturze, mający bardzo dużą powierzchnię (152,2 km², co oznacza że miasto zajmuje 4. miejsce w województwie, a w skali kraju – 13.) i ok. 99 tys. mieszkańców. Do 1975 r. Jaworzno było jednym z ważniejszych miast ówczesnego woj. krakowskiego. Po reformie administracyjnej 1975 r. zostało przyłączone, głównie ze względu na silnie rozwinięty przemysł, do województwa katowickiego.
Kolejna reforma administracyjna z 1999 r. nie przywróciła miasta do historycznej Małopolski.
Pod koniec XX wieku Jaworzno było miastem z największą liczbą elektrowni na świecie – funkcjonowały 3 elektrownie.
- Elektrownia I – wyłączona w 1998 r. z eksploatacji z powodów ekologicznych a później zlikwidowana
- Elektrownia II – obecnie elektrociepłownia
- Elektrownia III – posiada jeden z największych kominów w Europie, mierzący ok. 300 lub według niektórych danych 306 metrów, obecnie wyłączony z ruchu z powodów ekologicznych

Obecnie Elektrownia II i Elektrownia III tworzą jeden zakład pod nazwą – Elektrownia „Jaworzno III” będący częścią koncernu Tauron (Tauron Wytwarzanie).
W 2016 roku Jaworzno wystąpiło z Górnośląskiego Związku Metropolitalnego, a w 2017 roku odmówiło udziału w Górnośląsko-Zagłebiowskiej Metropolii z powodu odmiennego zdania w kwestii transportu publicznego.

## Rozwój terytorialny
† = obelus oznacza jednostkę administracyjną zniesioną po włączeniu obszaru danej miejscowości do Jaworzno
| Miejscowość           | Status adm. przed zmianą              | Obszar                               | Data inkorporacji | Data ekskorporacji | Źródło |
| --------------------- | ------------------------------------- | ------------------------------------ | ----------------- | ------------------ | ------ |
| Stare Miasto          | wieś                                  | cały                                 | 1229 (ok.)        |                    |        |
| Śródmieście           | obszar wiejski                        | cały                                 | 1855 (ok.)        |                    |        |
| Jęzor                 | przysiółek wsi Dąbrowa Narodowa       | cały                                 | 1855 (ok.)        |                    |        |
| Wysoki Brzeg          | pogranicze                            | cały                                 | 1855 (ok.)        |                    |        |
| Jęzor                 | część miasta (Jaworzno)               | cały – do gm. Dąbrowa Narodowa       |                   | 1942-01-01         | [ 24 ] |
| Wysoki Brzeg          | część miasta (Jaworzno)               | cały – do gm. Dąbrowa Narodowa       |                   | 1942-01-01         | [ 24 ] |
| Jęzor                 | wieś (gm. Dąbrowa Narodowa †)         | cały                                 | 1944-08-01        |                    | [ 25 ] |
| Wysoki Brzeg          | wieś (gm. Dąbrowa Narodowa †)         | cały                                 | 1944-08-01        |                    | [ 25 ] |
| Jęzor                 | dzielnica miasta (Jaworzno)           | cały – do miasta Sosnowiec           |                   | 1953-09-12         | [ 26 ] |
| Dąbrowa Narodowa      | gromada (gm. Szczakowa †)             | cały                                 | 1954-10-06        |                    | [ 27 ] |
| Bory-Szyb Sobieski    | przysiółek wsi Jeleń (gm. Jaworzno †) | cały                                 | 1954-10-06        |                    | [ 27 ] |
| Jeziorki Jaworznickie | część miasta (Jaworzno)               | część – do grom. Byczyna             |                   | 1954-10-06         | [ 27 ] |
| Jeziorki Jaworznickie | miejscowość (grom. Byczyna)           | część                                | 1955-08-01        |                    | [ 28 ] |
| Szczakowa             | część miasta (m. Szczakowa †)         | cały                                 | 1956-03-20        |                    | [ 29 ] |
| Długoszyn             | część miasta (m. Szczakowa †)         | cały                                 | 1956-03-20        |                    | [ 29 ] |
| Dobra                 | część miasta (m. Szczakowa †)         | cały                                 | 1956-03-20        |                    | [ 29 ] |
| Pieczyska             | część miasta (m. Szczakowa †)         | cały                                 | 1956-03-20        |                    | [ 29 ] |
| Bory-Szyb Sobieski    | część miasta (Jaworzno)               | część (218,07 ha) – do osiedla Jeleń |                   | 1960-06-30         | [ 30 ] |
| Ciężkowice            | sołectwo † (grom. Ciężkowice †)       | cały                                 | 1973-01-01        |                    | [ 31 ] |
| Jeziorki Byczyńskie   | sołectwo † (gm. Byczyna)              | cały (127 ha)                        | 1974-10-19        |                    | [ 32 ] |
| Jeleń                 | część miasta (m. Jeleń †)             | cały                                 | 1977-02-01        |                    | [ 33 ] |
| Dąb                   | część miasta (m. Jeleń †)             | cały                                 | 1977-02-01        |                    | [ 33 ] |
| Bory-Szyb Sobieski    | część miasta (m. Jeleń †)             | cały                                 | 1977-02-01        |                    | [ 33 ] |
| Byczyna               | sołectwo † (gm. Byczyna †)            | cały                                 | 1977-02-01        |                    | [ 33 ] |
| Cezarówka Dolna       | sołectwo † (gm. Byczyna †)            | cały                                 | 1977-02-01        |                    | [ 33 ] |
| Cezarówka Górna       | sołectwo † (gm. Byczyna †)            | cały                                 | 1977-02-01        |                    | [ 33 ] |
| Koźmin                | sołectwo † (gm. Byczyna †)            | cały                                 | 1977-02-01        |                    | [ 33 ] |

## Demografia
Pod koniec 2012 r. Jaworzno zamieszkiwało 94 305 osób. Wśród mieszkańców miasta 16,2% stanowiły osoby w wieku przedprodukcyjnym, 65,5% osoby w wieku produkcyjnym, zaś 18,3% osoby w wieku poprodukcyjnym. Najwyższą liczbę mieszkańców Jaworzna odnotowano w 1991 r., gdy według danych GUS miasto zamieszkiwało 99 993 osoby.
Pracujących ogółem w gospodarce narodowej jest 21 572 osoby, z tego w przemyśle i budownictwie pracuje 11 787 osób, w usługach rynkowych 5274, w usługach nierynkowych 4407. Rolnictwem zajmują się 104 osoby.
Piramida wieku mieszkańców Jaworzna w 2014 roku.

## Gospodarka

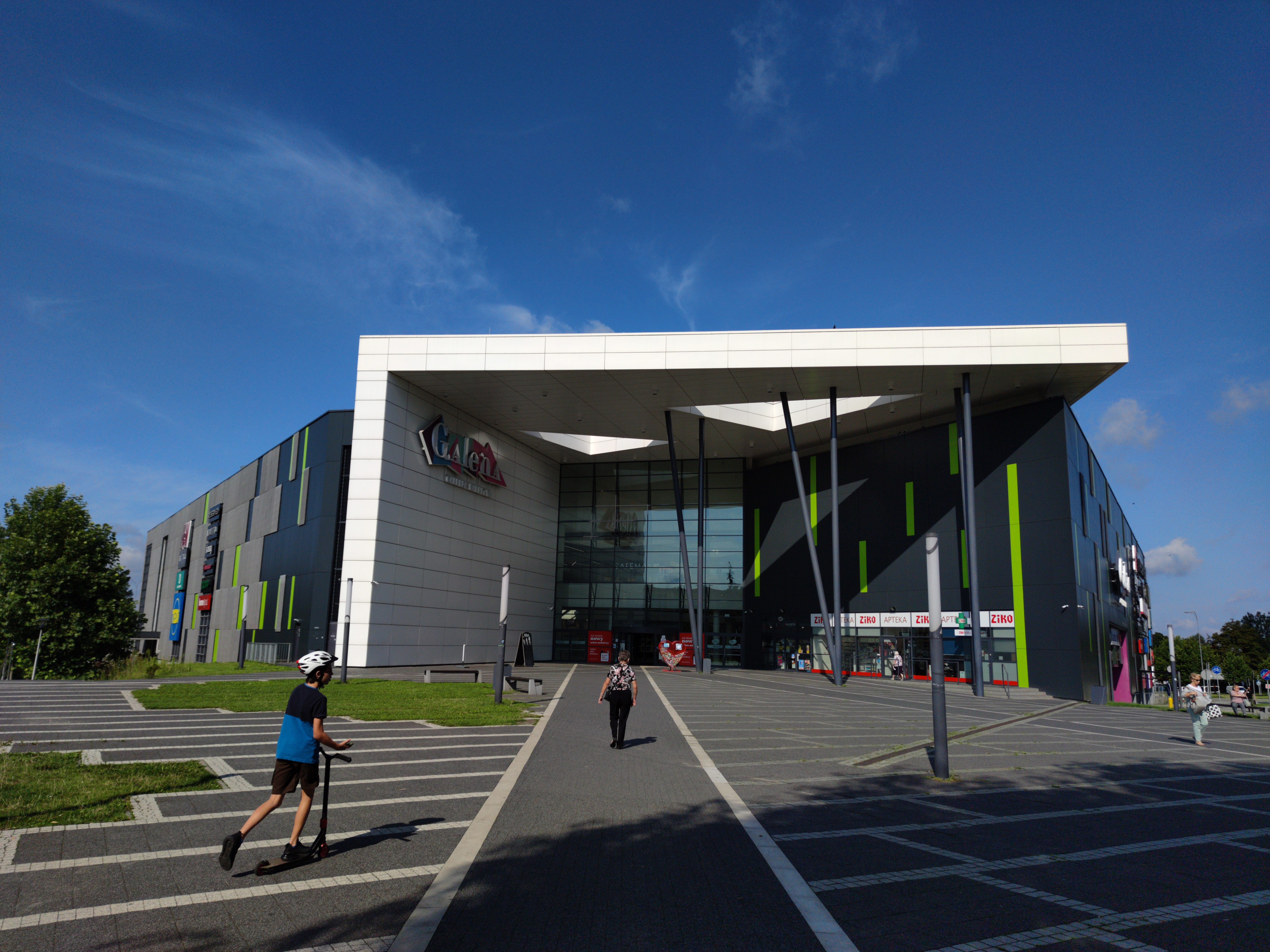
Galeria Galena

Od czasu transformacji ustrojowej w Polsce, wskutek znacznej redukcji zatrudnienia w sektorze przemysłowym w latach 90. XX wieku, znaczna część mieszkańców Jaworzna trudni się handlem detalicznym. W Jaworznie swoje sklepy zlokalizowało kilka dużych sieci handlowych, np. Carrefour, Carrefour Express, Kaufland, Lidl, Aldi, Biedronka, Netto, a także restauracja typu fast food – McDonald’s. 20 listopada 2015 r. w centrum miasta otwarto galerię handlową Galena mieszczącą sklepy, kino itp. Obecnie w mieście funkcjonuje jedna kopalnia ZG Sobieski, należąca do spółki Południowy Koncern Węglowy. Dawniej istniała jeszcze Kopalnia Jan Kanty.

## Transport

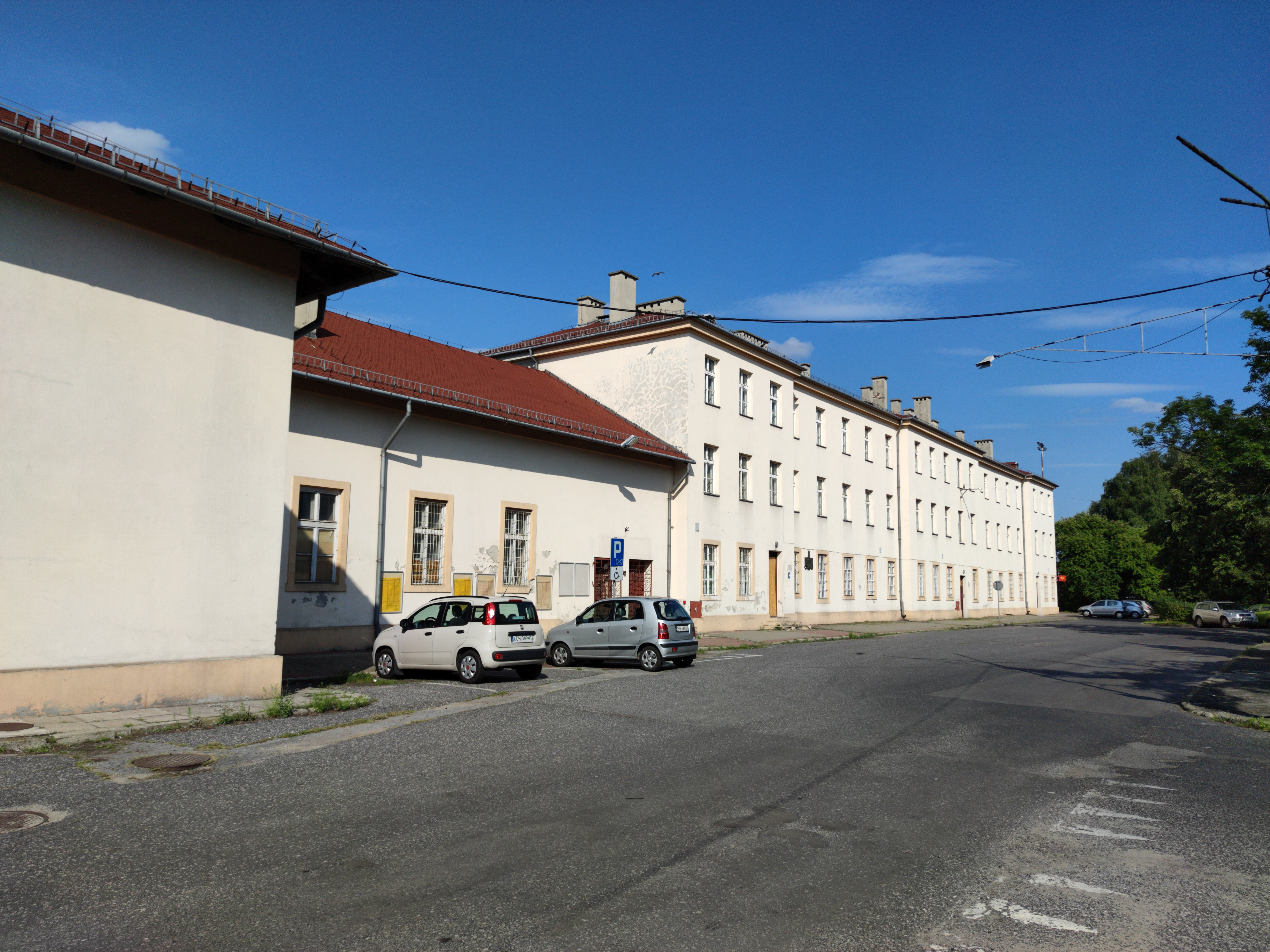
Dworzec kolejowy Jaworzno Szczakowa, widok od strony miasta

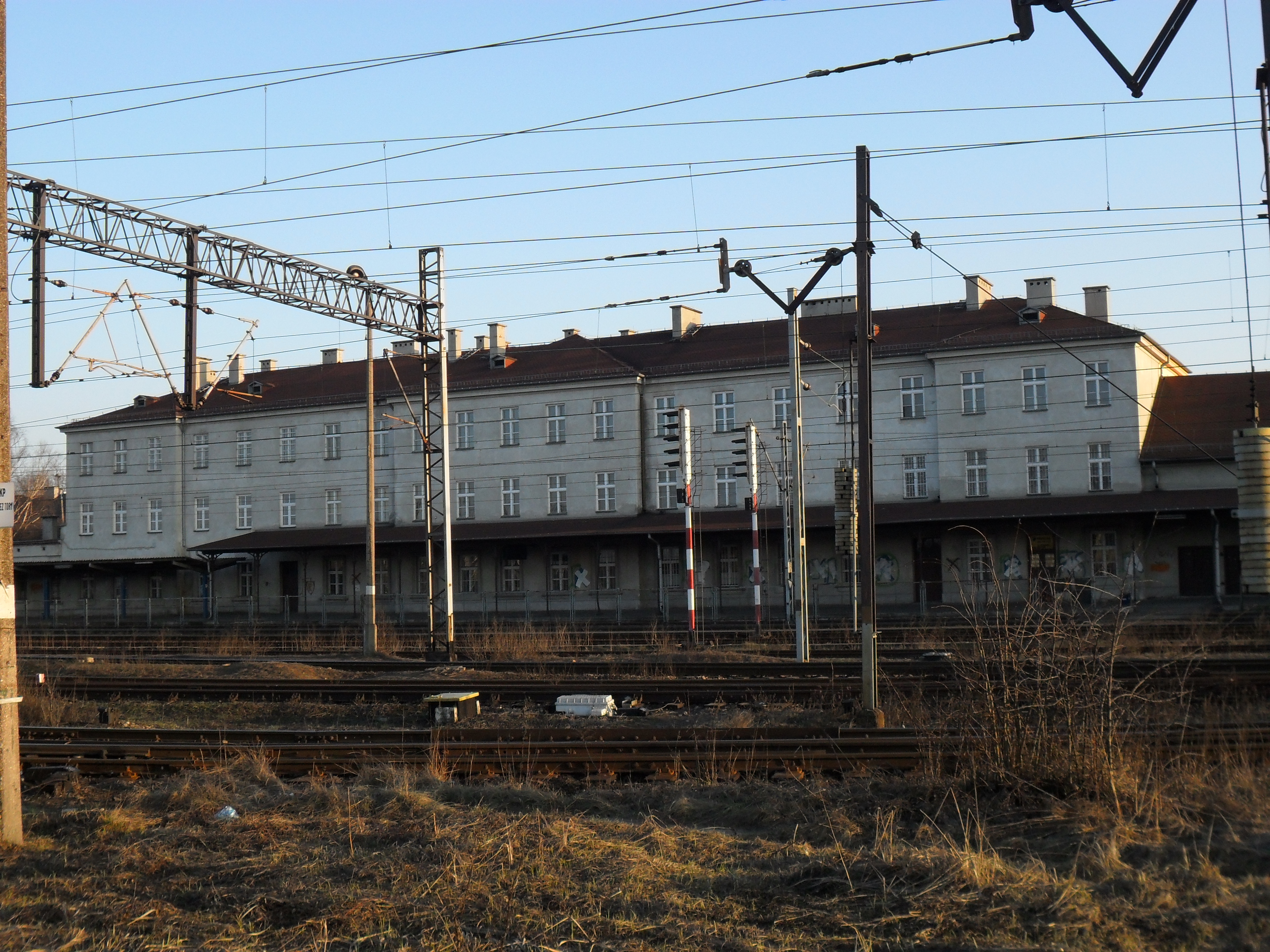
Budynek dworca Jaworzno Szczakowa, widok od strony peronów

Jaworzno znajduje się na skrzyżowaniu szeregu drogowych szlaków komunikacyjnych. Przez miasto przebiegają:
- autostrada A4 (fragment trasy europejskiej E40) łącząca granice państwa (wschód – zachód) Jędrzychowice – Korczowa.
- droga ekspresowa S1 (fragment trasy europejskiej E75) Gdańsk – Zwardoń,
- droga krajowa nr 79 Warszawa – Bytom,
- droga wojewódzka nr 903 Jaworzno 79 – Jaworzno A4,

Planowane jest przedłużenie Drogowej Trasy Średnicowej do Jaworzna.
W czasach Polski Ludowej, do 1985 roku, przez miasto biegła droga międzynarodowa E22a.

### Transport kolejowy
Stacja kolejowa Jaworzno Szczakowa jest jednym z największych w Polsce węzłów kolejowych i ważnym punktem ruchu ludności, a także przeładunku towarów. Kolejowy transport towarowy to przede wszystkim przewozy węgla kamiennego. Ze względu na położenie miasta dużą rolę odgrywają przewozy tranzytowe, także międzynarodowe.
W mieście znajdują i znajdowały się następujące stacje i przystanki kolejowe:
- Jaworzno Szczakowa – najważniejsza stacja w mieście
- Jaworzno Ciężkowice – przystanek osobowy
- Jaworzno Szczakowa Lokomotywownia – przystanek zlikwidowany
- Jaworzno Niedzieliska – przystanek zlikwidowany
- Jaworzno – stacja zlikwidowana
- Jaworzno Azot – przystanek zlikwidowany
- Jaworzno Szyb Sobieski – przystanek zlikwidowany (obecnie posterunek bocznicowy Sobieski Sbs)
- Bory – przystanek zlikwidowany
- Jaworzno Byczyna – przystanek zlikwidowany
- Knieje – przystanek zlikwidowany
- Szczakowa Północ – dawna stacja kolei piaskowych
- Szczakowa Południe – zlikwidowana stacja kolei piaskowych
- Jęzor Centralny JCC – dawna stacja kolei piaskowych
- Dąbrowa – stacja kolei przemysłowych

### Komunikacja miejska

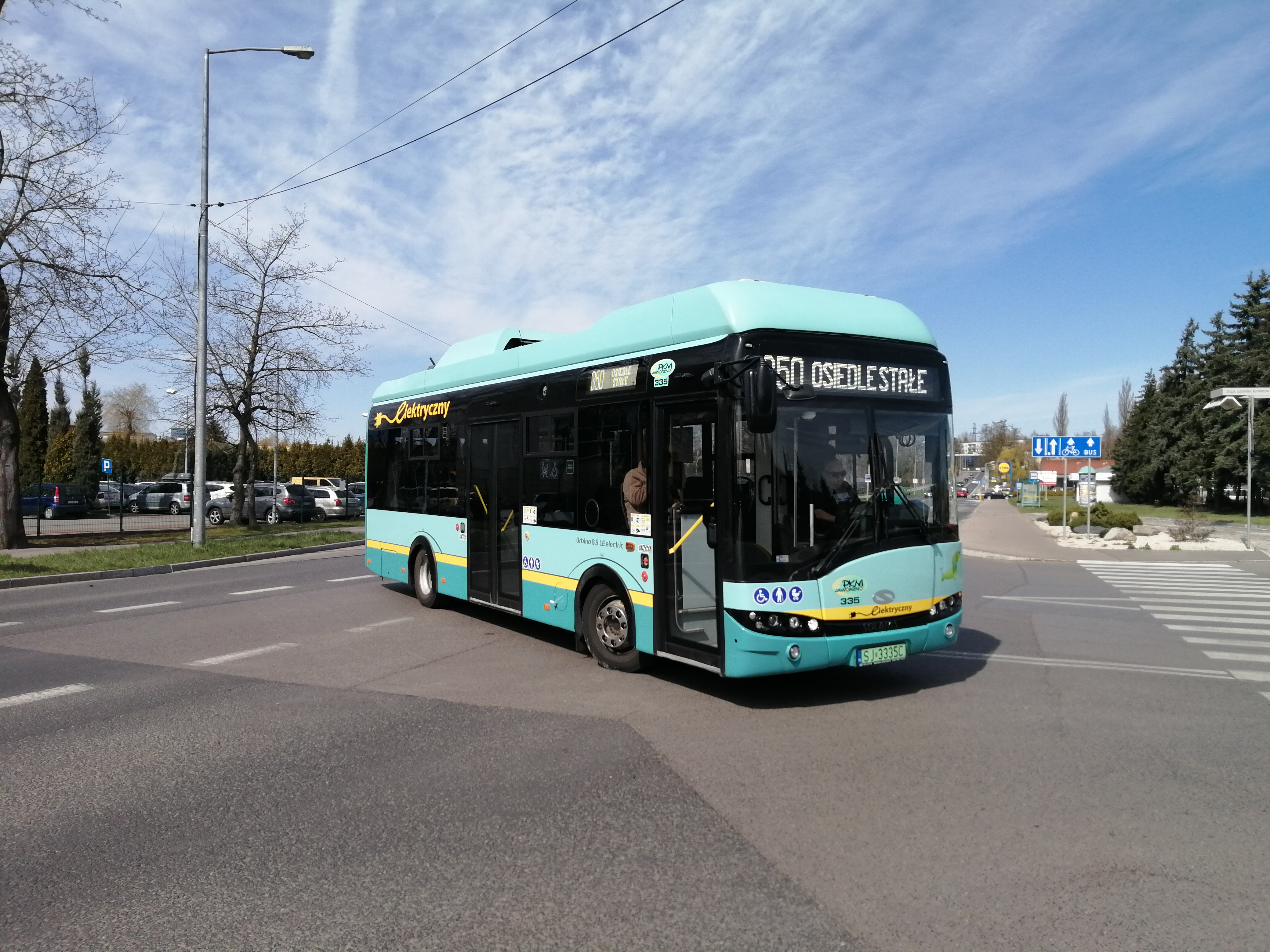
Autobus elektryczny PKM Jaworzno w charakterystycznych kolorach

Na terenie Jaworzna działa wiele linii autobusowych, które obsługuje PKM Jaworzno nienależący do ZTM. PKM Jaworzno było jedną z pierwszych firm transportu publicznego w Polsce, która wprowadziła kartę magnetyczną (Jaworznicka Karta Miejska) zamiast biletów papierowych. Obecnie PKM Jaworzno jest jedną z najnowocześniejszych firm transportu publicznego w Polsce. Flota PKM Jaworzno opiera się w 80% na pojazdach elektrycznych. Oprócz tego w Jaworznie działają także linie organizatorów z miast ościennych (Mysłowice, Chrzanów, Sosnowiec) oraz przewoźników prywatnych. Dzięki PKM Jaworzno bezpośrednio z Jaworzna dostać się można do: Katowic, Mysłowic, Sosnowca, Balina i Chrzanowa. Od 25 marca 2024 roku miasto oferuje również autobusowy bilet miesięczny w promocyjnych cenach w ramach ważnego imiennego biletu kolejowego obejmującego dowolną stacje kolejową w Jaworznie. Dzięki busom, można także dostać się do Dąbrowy Górniczej i Sosnowca.

### Transport lotniczy
Dzięki dobrze rozwiniętej sieci dróg i połączeń kolejowych oraz bliskości  międzynarodowych portów lotniczych: Katowice-Pyrzowice – 41 km i Kraków-Balice – 47 km,  komunikacja z miastem jest szybka i bardzo łatwa.
W 2014 r. przy ul. Chełmońskiego oddano do użytku sanitarne lądowisko dla helikopterów.

## Edukacja

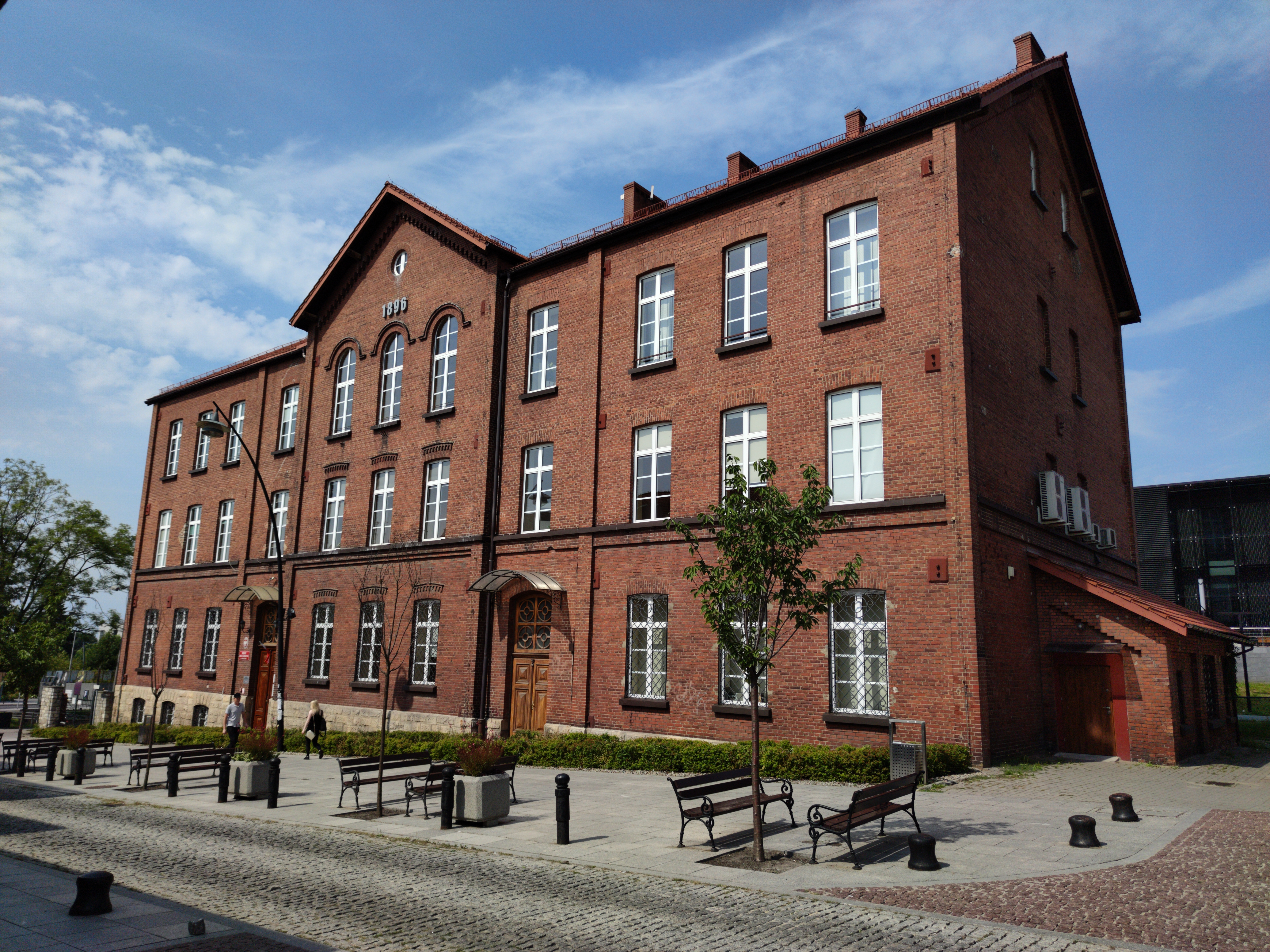
Budynek OKE Jaworzno

W Jaworznie znajduje się Okręgowa Komisja Egzaminacyjna. Jaworzno posiada także wiele szkół, w których można się kształcić na różnorodnych kierunkach. Jaworzno jako pierwsze miasto w Polsce wprowadziło do szkolnych pracowni komputerowych system operacyjny Linux.

### Przedszkola
- Przedszkola – publiczne: 20.

### Szkoły podstawowe
- Szkoły Podstawowe – publiczne: 22.
- Uniwersytecki Zespół Szkół Katolickich KANA
- Szkoła Muzyczna I Stopnia im. Grażyny Bacewicz
- Jaworznicka Szkoła Muzyki Rozrywkowej
- Szkoła Tańca Towarzyskiego WIR (oddział zamiejscowy)
- Szkoła Tańca Towarzyskiego GAMA
- TITO Dance Studio
- Szkoła Tańca Towarzyskiego Sukces
- Akademia Tańca Elite

### Licea
- I Liceum Ogólnokształcące im. Tadeusza Kościuszki
- Liceum Ogólnokształcące nr II im. Czesława Miłosza
- Liceum Ogólnokształcące nr III im. Orła Białego
- Liceum Ogólnokształcące Społeczne Miejskiego Towarzystwa Oświatowego
- Prywatne Liceum Ogólnokształcące dla dorosłych „Twoja Szkoła”
- Liceum Ogólnokształcące dla Dorosłych EDUKACJA

### Technika
- Technikum nr 1 Zespołu Szkół Ponadpodstawowych nr 1
- Technikum nr 2 Zespołu Szkół Ponadpodstawowych nr 2
- Technikum nr 3 Zespołu Szkół Ponadpodstawowych nr 3
- Technikum nr 4 Zespołu Szkół Ponadpodstawowych nr 4
- Centrum Kształcenia Zawodowego i Ustawicznego
  - Technikum nr 5
  - Technikum nr 6
  - Technikum Energetyczne
  - Branżowa szkoła I stopnia (od września 2017)[42]

### Szkoły policealne
- Policealna Szkoła eCollege
- Centrum Edukacji Copernicus
- Policealna Szkoła Informatyki i Administracji
- Szkoła Policealna dla Dorosłych EDUKACJA

### Uczelnie
- Górnośląska Wyższa Szkoła Handlowa w Katowicach, oddział zamiejscowy
- Akademia Górniczo-Hutnicza, oddział zamiejscowy
- Wyższa Szkoła Bezpieczeństwa w Poznaniu, Wydział Nauk Społecznych w Jaworznie[43]
- Uniwersytet III wieku

## Kultura

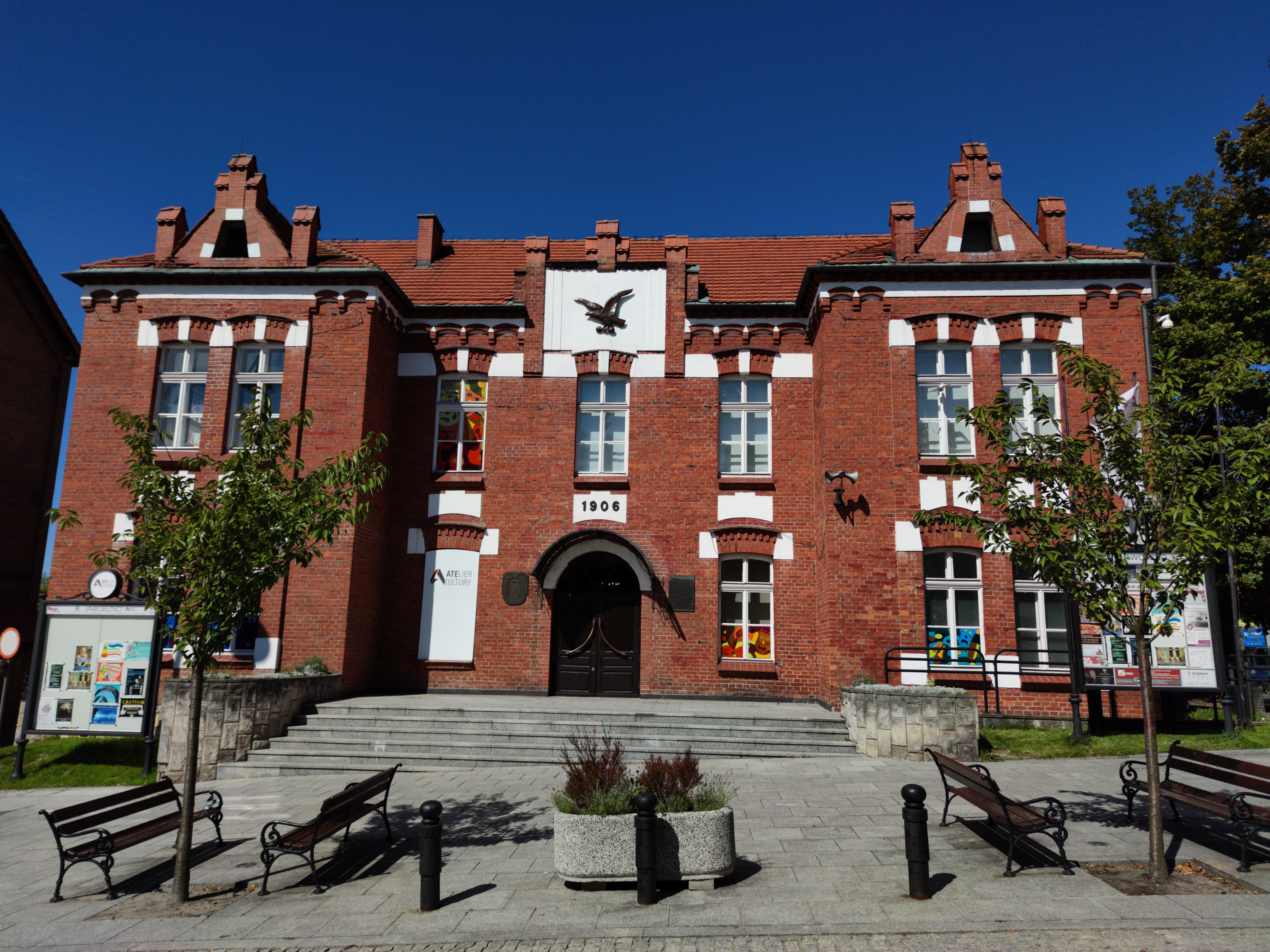
Budynek "Teatru Sztuk" (dawniej Dom Kultury w Jaworznie oraz dawna siedziba Towarzystwa Gimnastycznego "Sokół")

Świętem Miasta jest pierwsza sobota czerwca. W tym okresie organizowane są Dni Jaworzna.

### Zespoły muzyczne i orkiestry z Jaworzna
- Basia Trzetrzelewska
- „Archetti” Orkiestra Kameralna Miasta Jaworzna – Samorządowa Instytucja Kultury powołana przez Radę Miasta w 2010 r. Orkiestra wystąpiła z wieloma koncertami między innymi w Austrii, Belgii, Niemczech i w Polsce.
- „eM Band” Orkiestra Rozrywkowa Miasta Jaworzna
- Stos
- Blunt Razor
- Cronica

### Muzea
- Muzeum Miasta Jaworzna

### Kina
- Kino Pod Chmurką – kino plenerowe, zawsze w okresie wakacyjnym.
- Kino Sasanka – otwarte 22 lutego 1985 r. (widzowie zobaczyli przedpremierowy szlagier Vabank II) a zamknięte w 2002 r. (budynek przekształcony do celów handlowych np. sklep Biedronka)
- Kino Złocień – zamknięte w 1985 r.
- Kino Pionier – zamknięte w 1994 r.
- Kino Związkowiec – zamknięte w 1987 r.
- Multikino w galerii handlowej Galena.

### Teatr
- Atelier Kultury w Jaworznie (z oddziałami w Jeleniu – Archetti i na Niedzeliskach – klub Relaks)

### Biblioteki

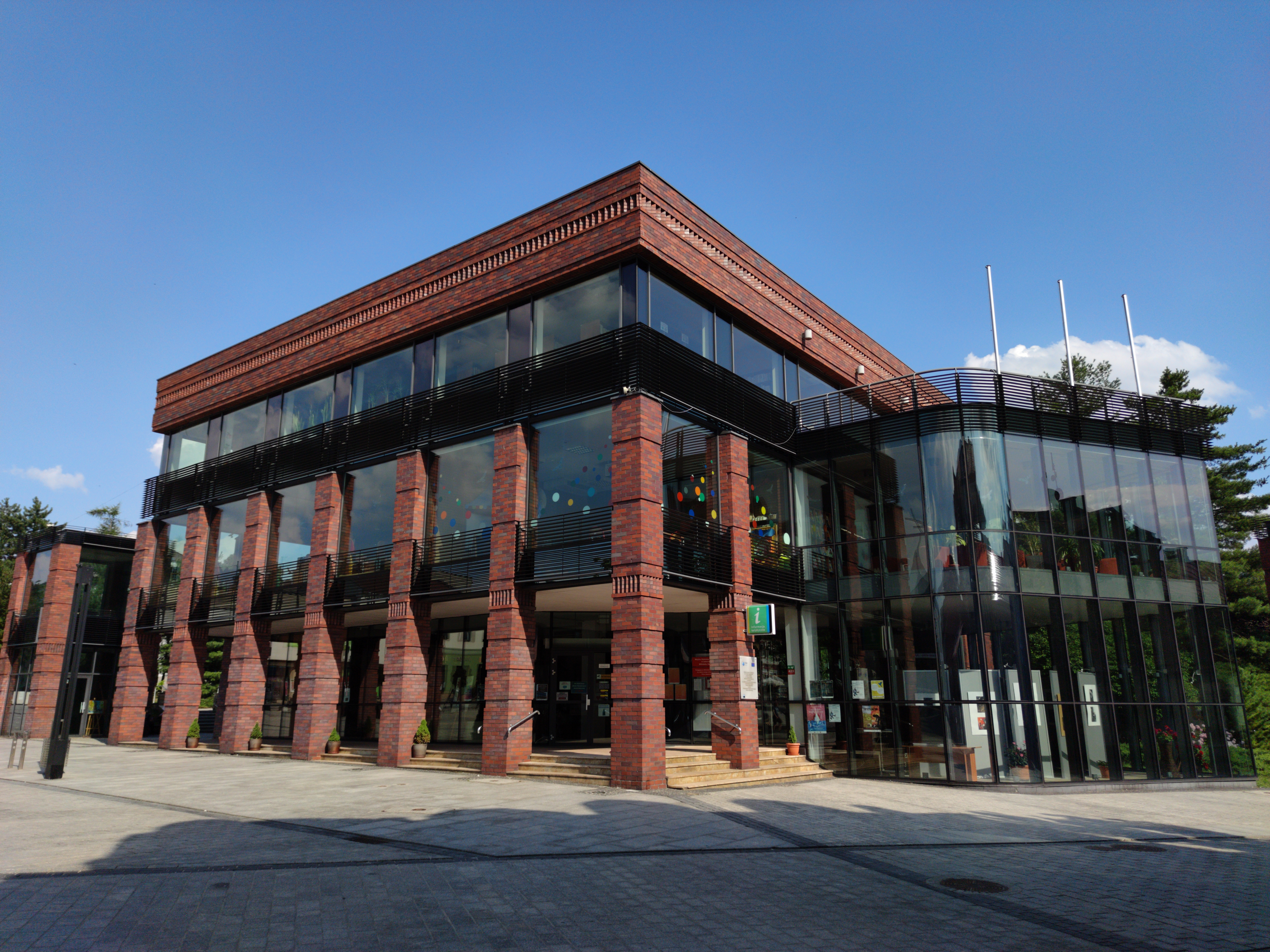
Budynek Biblioteki Miejskiej

- Miejska Biblioteka Publiczna, Rynek Główny 17 (Główna siedziba)
- Filie:
  - al. 11 listopada 1 (Os. Podwale)
  - ul. Ławczana 12 (Os. Podłęże I)
  - ul. Brodzińskiego 27 (Os. Podłęże II)
  - ul. Granitowa 5 (Os. Gigant)
  - ul. Dwornickiego 7 (Os. Kościuszki)
  - ul. Łukasiewicza 1 (Os. Stałe)
  - ul. Niemcewicza 7a (Bory)
  - ul. Jaworznicka 27a (Góra Piasku)
  - ul. Jagiellońska 3 (Szczakowa)
  - ul. Olszewskiego 76 (Stara Huta)
  - ul. Kasztanowa 33 (Jeziorki)
  - ul. Strażacka 1 (Dąbrowa Narodowa)
  - ul. Dąbrowskiego 25 (Długoszyn)
  - ul. Na Stoku 12 (Byczyna)
  - ul. Wyzwolenia 2 (Ciężkowice)
  - ul. Celników 1 (Jeleń)
  - ul. Chełmońskiego 28 (Filia Szpital)
- Pedagogiczna Biblioteka Wojewódzka w Katowicach. Filia w Jaworznie, Rynek Główny 17 (II piętro w gmachu Miejskiej Biblioteki Publicznej)[45]

### Cykliczne imprezy kulturalne
- Festiwal Piosenki Francuskiej – luty;
- Jawor Rock Festival – kwiecień (ostatni odbył się w 2004 r.);
- Jeunesses Musicales – cykl koncertów – styczeń/luty;
- Festiwal Twórczości Młodzieży Szkolnej „Jawor” – kwiecień – czerwiec;
- Konkurs Literacki „O złote pióro prezydenta miasta Jaworzna” kwiecień – czerwiec;
- „Psia Parada” – maj;
- „Jaworznicki salon motoryzacyjny” – maj;
- Tour de Jaworzno – czerwiec;
- Dni Jaworzna – czerwiec;
- „Noc Świętojańska” – czerwiec;
- „Grand Prix w siatkówce plażowej” – lipiec;
- Festiwal Energii – lipiec;
- Międzynarodowy Bieg Uliczny na 15 km – sierpień;
- „Pożegnanie lata” – sierpień;
- „Grand Prix w biegach ulicznych” – wrzesień;
- Miejski Przegląd Humoru „Śmiej się pan z tego” – listopad;
- Festyn Energetyków – 14 sierpnia.
- Festiwal piosenki religijnej „Barka”

### Galerie sztuki
- Galeria Kameralna
- Galeria Obecna
- Galeria Sektor I

## Kultura ludowa
Na rozwój kultury ludowej mieszkańców Jaworzna i przyległych dawnych wsi miało wpływ położenie tych terenów na pograniczu dawnej I Rzeczpospolitej. Rzeka Przemsza przez setki lat była granicą państwa. Przez co była jedną z bardziej trwałych granicy w całej historii państwowości Polski. Okoliczne tereny wiejskie były w przeszłości częścią jednostek samorządu terytorialnego których stolicą był Kraków, przez co osady te ciążyły do tego ośrodka. Te czynniki wpłynęły na to, że w mieście wykształciły się i są nadal obecne wyraźne cechy kultury Małopolskiej (krakowskiej).

### Język
Współczesne tereny miasta znajdują jest w zasięgu dialektu małopolskiego języka polskiego. Bliskie położenie Krakowa wpłynęło na wykształcenie się tutaj gwary krakowskiej.
Z tego względu wśród lokalnej ludności można zauważyć jedno z bardziej charakterystyczniej dla Małopolski formy językowej występującej w polszczyźnie tj. „wychodzę na pole” - konfrontując to z ogólnopolskim „wychodzę na dwór”.

### Strój ludowy
Tak jak w innych miastach ziemi krakowskiej występuje tutaj krakowski strój ludowy. Jest on używany przez lokalne koła gospodyń wiejskich czy zespoły śpiewacze.
Muzeum Miasta Jaworzna prowadzi Pracownie Haftu Regionalnego, gdzie lokalne hafciarki kultywują tradycje wytwarzania jaworznickich odmian gorsetu krakowskiego oraz innych elementów ubioru ludności wiejskiej. Miejskie muzeum współpracuje również z Muzeum Małopolski Zachodniej w Wygiełzowie. W skansenie tym eksponowane są m.in. jaworznickie gorsety.

### Muzyka i taniec
W mieście funkcjonuje dziewięć zespołów śpiewaczych:
- Borowiacy
- Byczynianki
- Ciężkowianki
- Dąbrowianki
- Dobrzanki
- Jaworznianki
- Jelenianki
- Jeziorczanki
- Szczakowianki

## Rozrywka
- Via Sport Kryta Pływalnia
- Ośrodek Jeździecki Ciężkowice

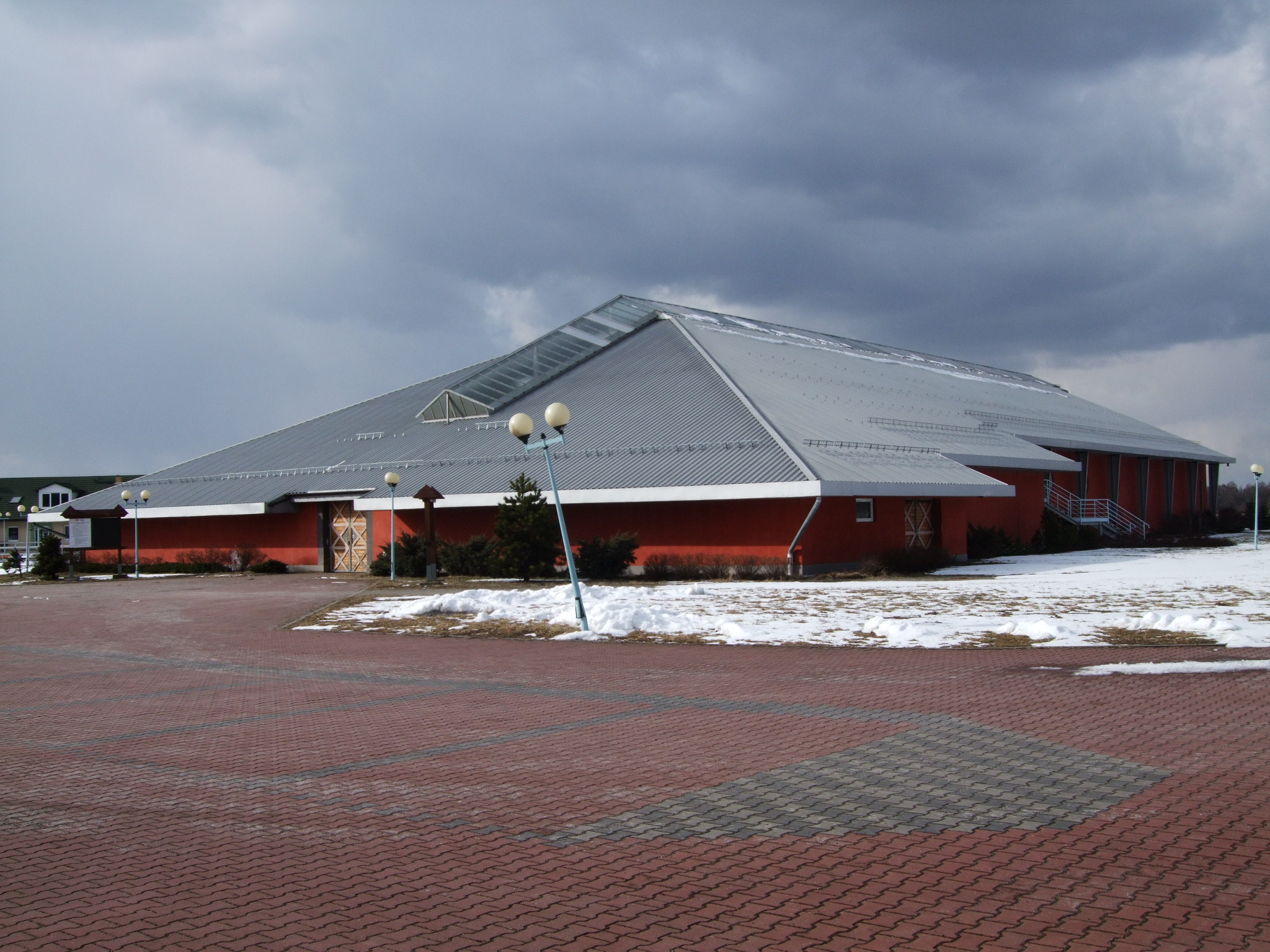
Ośrodek jeździecki w Ciężkowicach

- Kręgielnia w Centrum Rozrywki Gravitacja w Galerii Galena
- Strzelnica HUBERTECH
- Skate Park w Parku Podłęże
- Korty tenisowe
- Lodowisko (sezonowe)
- Przystań nurkowa Via Sport Diving Marina "Koparki"
- Sztuczna ścianka wspinaczkowa w Gimnazjum nr 3
- Sztuczna ściana wspinaczkowa na Osiedlu Stałym
- Bulodrom
- Galeria handlowa Galena
- Ośrodek Edukacji Ekologiczno-Geologicznej GEOsfera (szereg atrakcji w dawnym kamieniołomie takich jak: ogród botaniczny, kładka widokowa, tężnia solankowa)
- Arboretum Park Gródek

### Prasa
- Puls Jaworzna – tygodnik lokalny (średni nakład 30 tys. egzemplarzy)
- Extra Jaworzno – dwutygodnik lokalny
- Co Tydzień – tygodnik lokalny (średni nakład w listopadzie 2013 wynosił 4000 egzemplarzy[53])
- Jaworznicki Przegląd Gospodarczy – lokalny miesięcznik ekonomiczny
- Tydzień w Jaworznie – tygodnik opiniotwórczy
- Głos Jaworznicki – lokalny miesięcznik informacyjno-reklamowy
- Sokół Jaworznicki – magazyn kulturalny, miesięcznik Miejskiego Centrum Kultury i Sportu – niewydawany od 2011 r.
- Gwarek – dwutygodnik – pismo załóg: KWK „Jaworzno, KWK „Komuna Paryska”, KPP „Szczakowa”, HSO „Szczakowa” Elektrowni „Jaworzno III”, Zespołu Elektrowni, ZCh „Organika – Azot”. Gazeta wpisana do księgi zasłużonych dla miasta Jaworzna. Ukazywała się w latach 1975–1990.
- Jaworzno112.pl - https://www.facebook.com/JAWORZNO112
- Jaw.pl – Portal Społecznościowy Jaworzno
- JaworznoPL. jaworzno.pl. [zarchiwizowane z tego adresu (2021-01-18)]. – Twoje miasto on-line – Portal miasta Jaworzna.

### Telewizja
- dlaciebie.tv – prywatna telewizja lokalna, która w 2012 r. zmieniła nazwę z CTv Jaworzno. Dostępna jest w sieci kablowej UPC Polska analogowo i od 2 lipca 2012 r. cyfrowo dla GOP.

## Sport

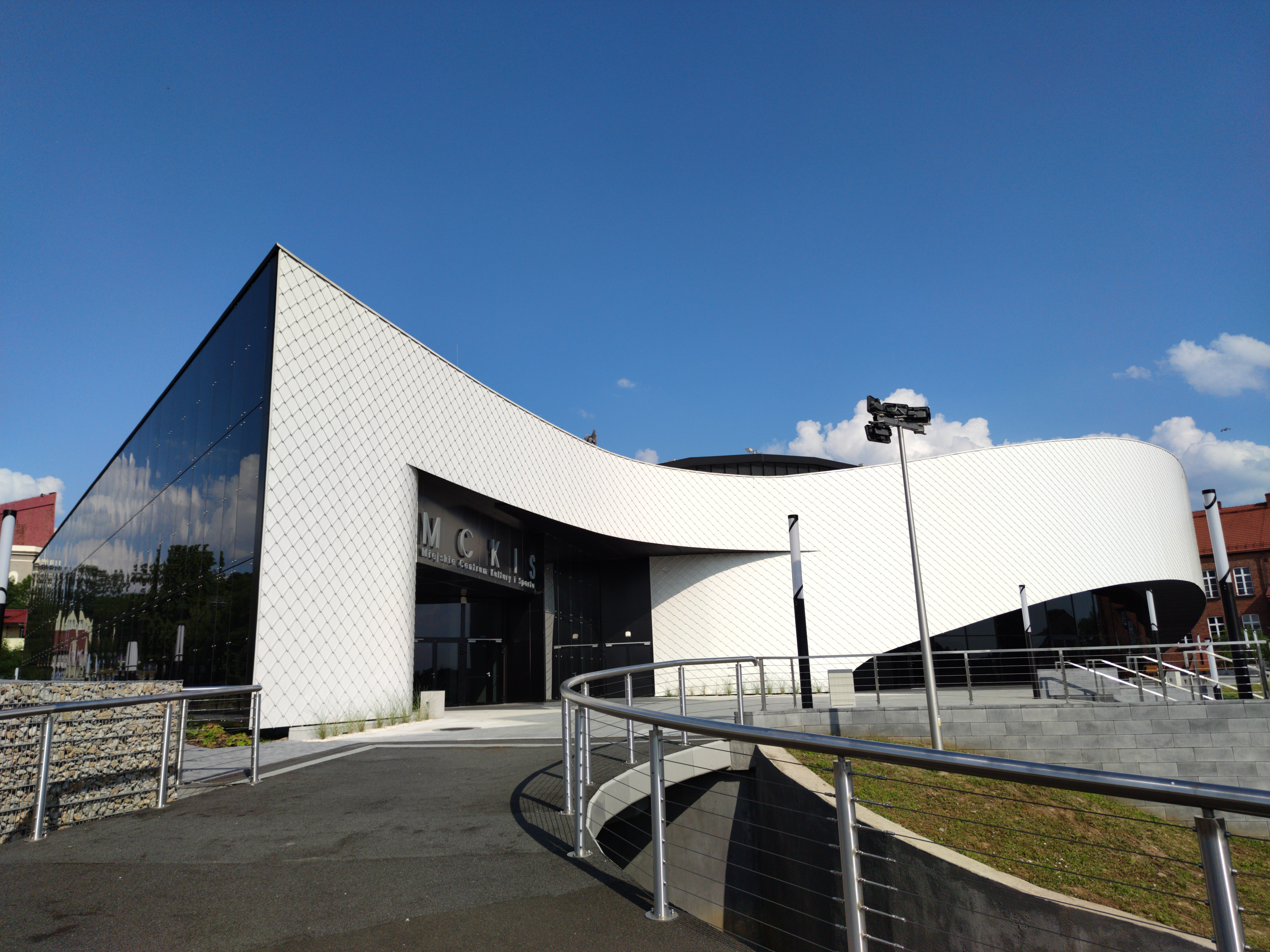
Hala widowiskowo-sportowa MCKiS Jaworzno w centrum miasta

### Piłka nożna
- JSP Szczakowianka Jaworzno – klub piłkarski grający w IV lidze. W sezonie 2002/2003 jako jedyny dotychczas jaworznicki klub występował w Ekstraklasie piłkarskiej.
- Stowarzyszenie Victoria 1918 Jaworzno – najstarszy polski górniczy klub piłkarski. Obecnie po reaktywacji w V lidze
- MCKiS Sokół Jaworzno – młodzieżowa sekcja piłkarska trampkarzy i juniorów MCKiS pod patronatem JSP Szczakowianka Jaworzno.
- Ciężkowianka Jaworzno – klub piłkarski grający w klasie A.
- Ciężkowianka Jaworzno II – klub piłkarski grający w klasie B.
- Zgoda Byczyna Jaworzno – klub piłkarski grający w Lidze okręgowej
- MCKiS Dąbrovia Jaworzno – drużyna piłki nożnej halowej grająca w rozgrywkach II Polskiej Ligi Piłki Nożnej Halowej.
- Górnik Jaworzno – dawny klub piłkarski (reaktywowany w 2021 roku po 11 latach).

### Siatkówka
- MCKiS Jaworzno – męska drużyna siatkarska, która w sezonie 2017/2018, po 5 latach przerwy, wróciła do 1 ligi rozgrywek.
- MCKiS Jaworzno – nieistniejąca żeńska sekcja siatkówki.
- UKS Jedynka Jaworzno - męska drużyna siatkarska występująca w III Lidze mężczyzn (awans z IV ligi w sezonie 2018/19) oraz w rozgrywkach młodzieżowych

### Koszykówka
- MCKiS Jaworzno – męski klub koszykarski grający obecnie w trzeciej lidze

### Szachy
- MCKiS Jaworzno – klub szachowy.

### Narty wodne
- Klub Nart Wodnych Jaworzno (dawniej Boreasz Jaworzno)

## Turystyka
Atrakcje turystyczne Jaworzna:
- Budynki użyteczności publicznej:

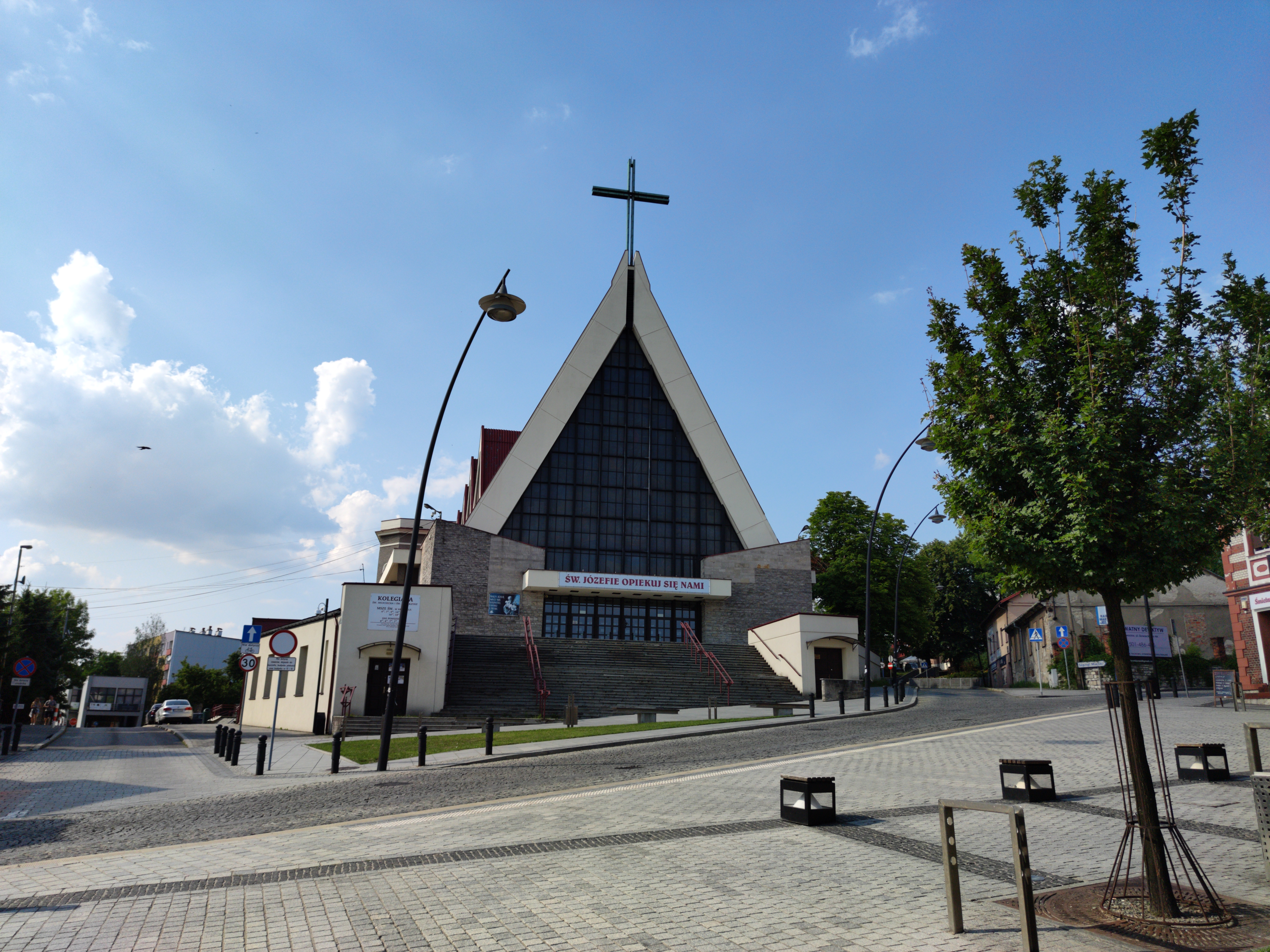
Kolegiata św. Wojciecha i Katarzyny

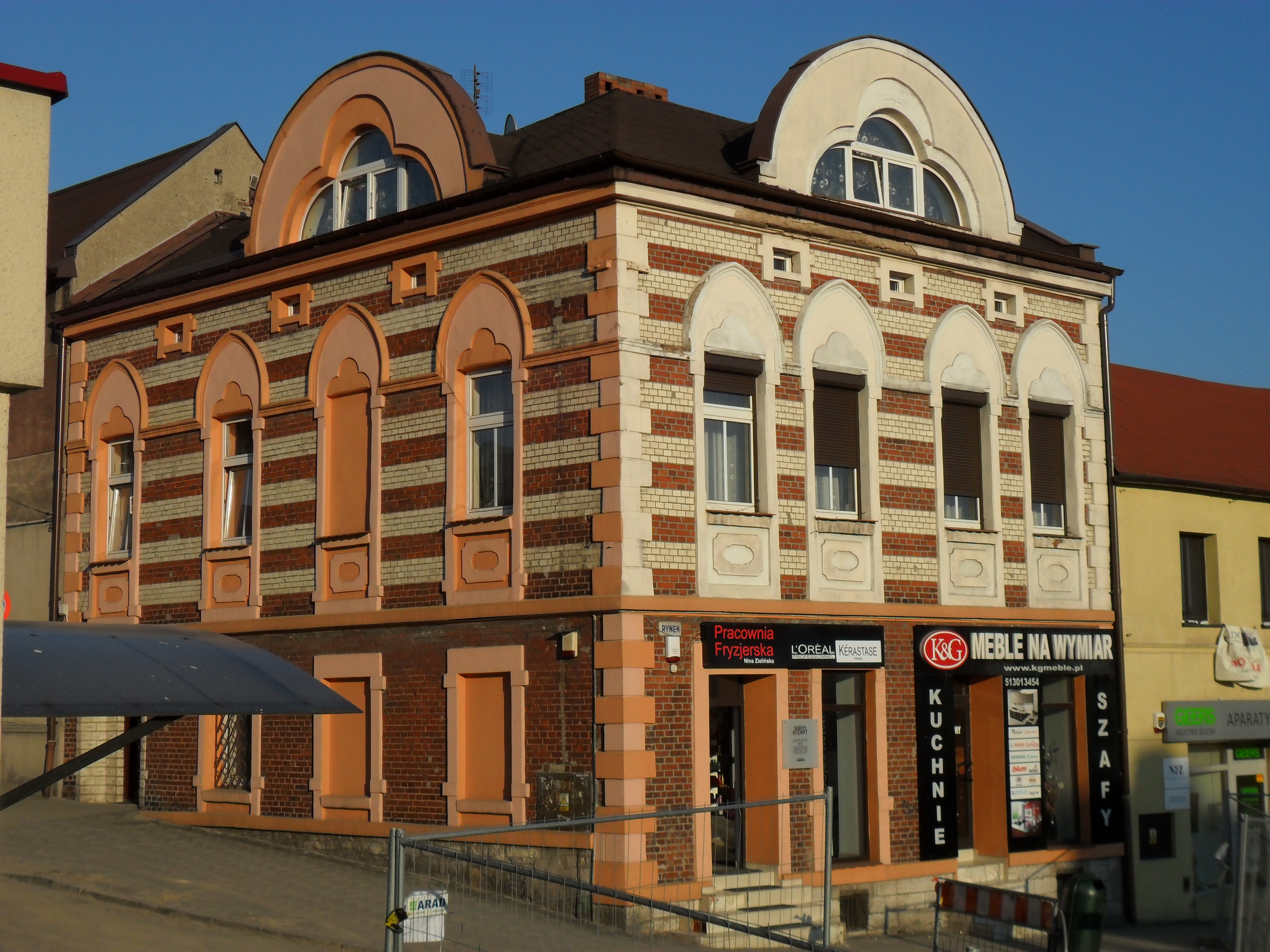
Kamienica przy rynku w Jaworznie (ul. Sławkowska)

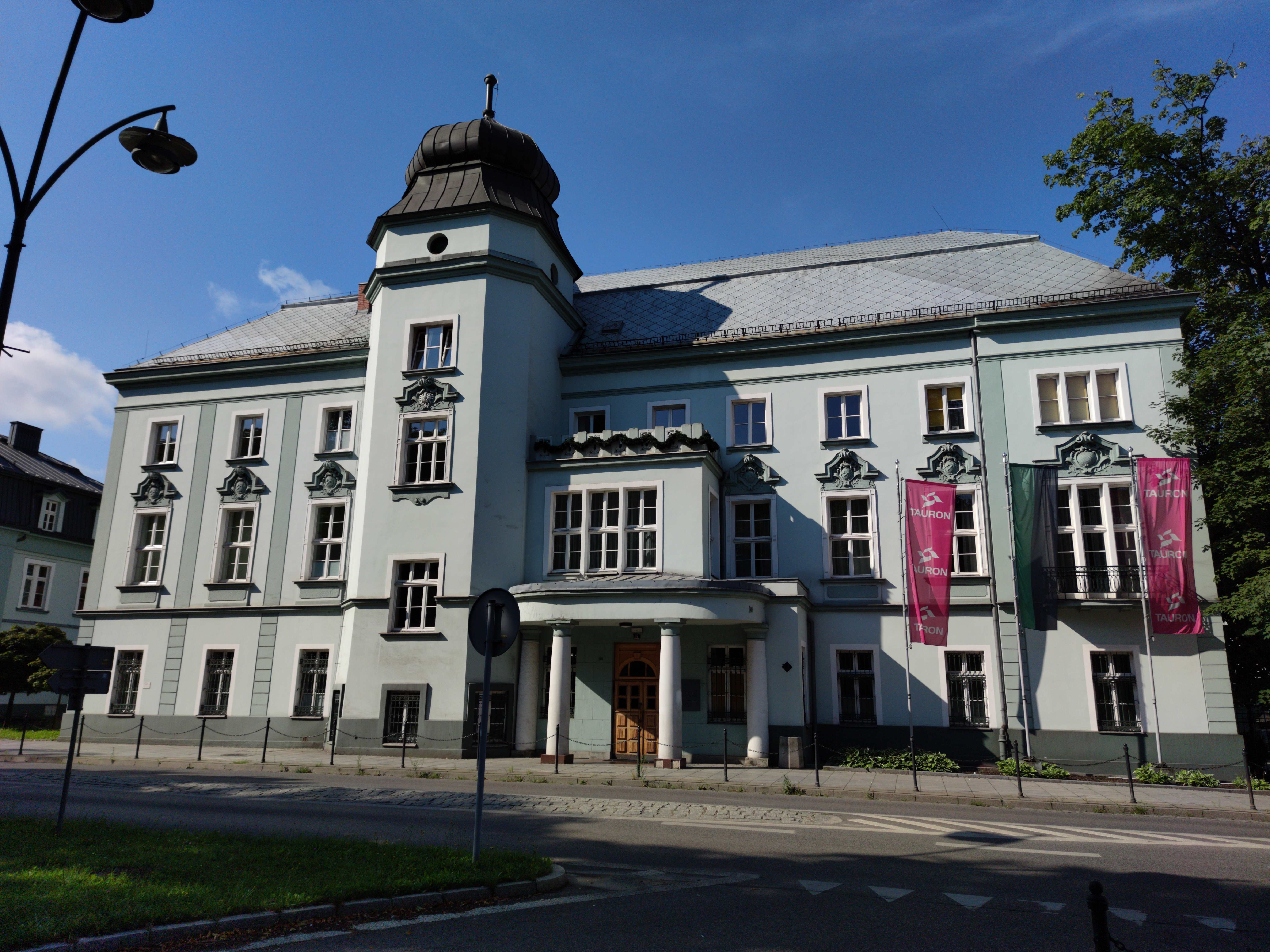
Siedziba Południowego Koncernu Węglowego S.A. w Jaworznie (dawniej siedziba Jaworznickiego Gwarectwa Węglowego)

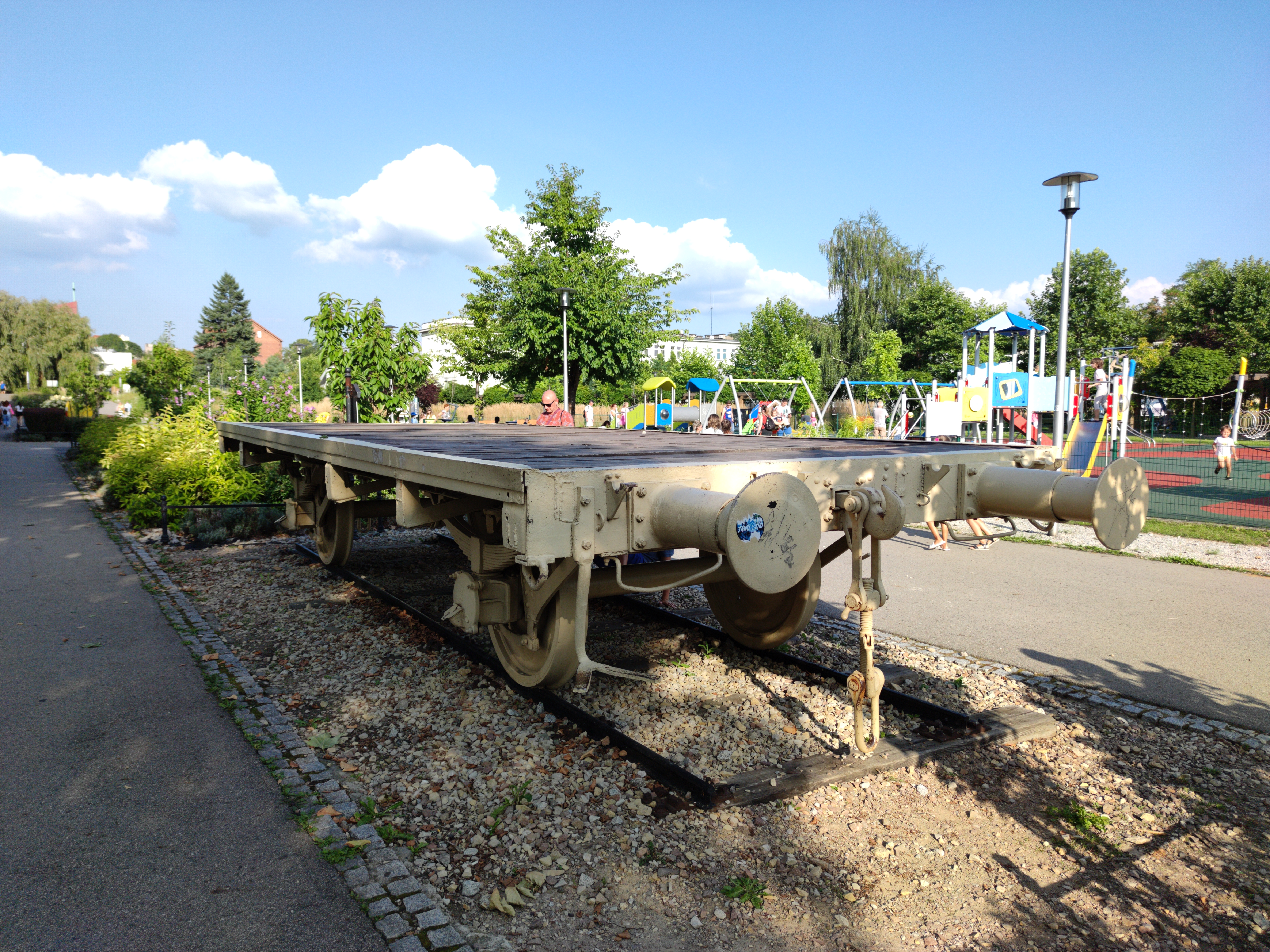
Planty Jaworznickie z zabytkowym wagonem platformą

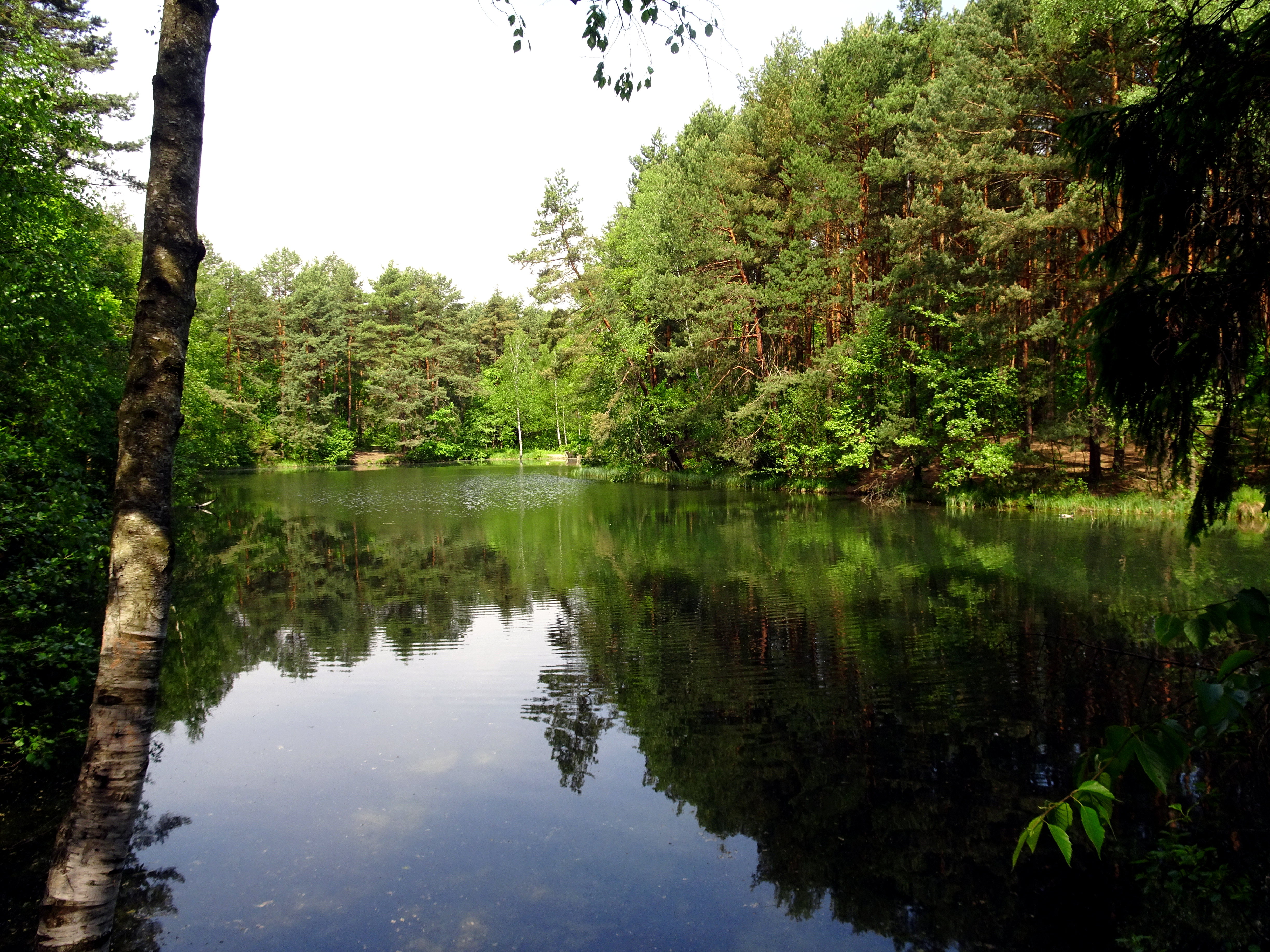
Rezerwat przyrody Dolina Żabnika

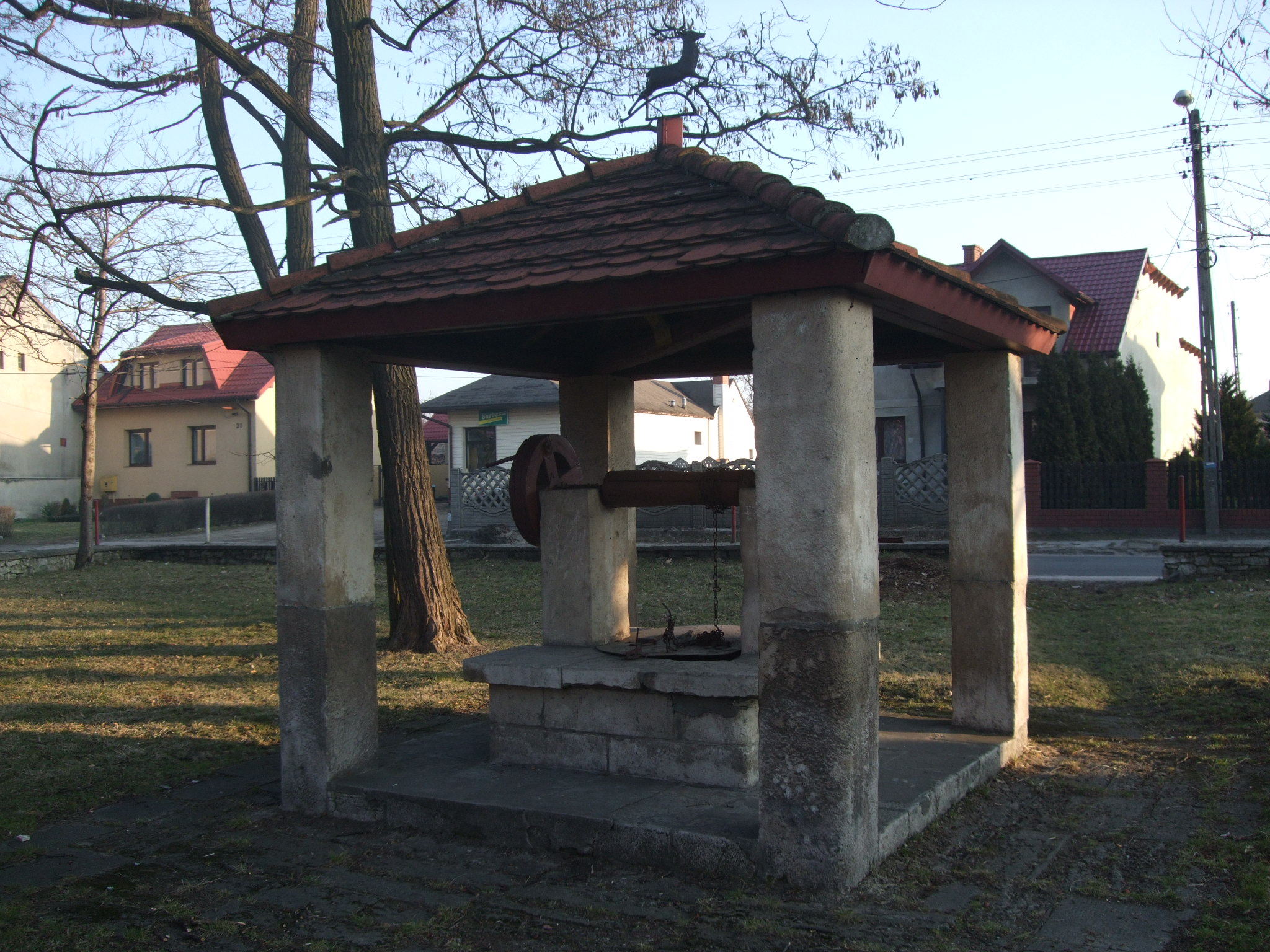
Zabytkowa studnia przy Rynku Jeleńskim z XVII w.

  - Muzeum Miasta Jaworzna przy ul. Pocztowej 5, z eksponatami związanymi z tradycją, kulturą i przemysłem miasta.
  - Teatr Sztuk w Jaworznie - budynek przy ul. Mickiewicza 2 (dawniej Dom Kultury w Jaworznie oraz dawna siedziba Towarzystwa Gimnastycznego „Sokół”) z XIX w.
  - Dawny budynek kasyna dla urzędników gwarectwa przy ul. Grunwaldzkiej 52, (obecnie budynek "C" Urzędu Miasta Jaworzna) z II połowy XIX w.
  - Budynek Stowarzyszenia Katolickiego Przyjaźń Jaworznicka przy ul. św. Wojciecha 2, z przeł. XIX/XX w.
  - Zespół willowo-parkowy (tzw. Pałac w Jaworznie) przy ul. Grunwaldzkiej 37, z XIX w.
- Cmentarze:
  - Cmentarz Pechnicki (ul. Grunwaldzka) z I. poł. XIX w.
  - Cmentarz Ciężkowicki (gwarowo Ciężkowski; ul. Chełmońskiego) z XIX w.
  - Cmentarz w Szczakowej z 1913 r.
  - Cmentarz żołnierzy radzieckich z 1945 r.
  - Cmentarz żydowski z końca XIX w. przy al. Piłsudskiego
- Kolonie robotnicze i urzędnicze:
  - Budynki po kolonii robotniczej Jaworznickiego Gwarectwa Węglowego przy ul. Olszewskiego.
  - Obiekty kolonii robotniczej Nowy Pechnik przy ul. Lipowej i Cyprysowej wraz z budynkiem szkoły podstawowej, willą kierownika Kopalni Leopold z 1924 r. (ul. Piekarska), powstałe w latach 1911–1916
  - Pozostałości po kolonii robotniczej i urzędniczej przy ul. Różanej i Sportowej.
  - Zespół kolonii robotniczych i kolonia urzędnicza przy dawnej Cementowni Szczakowa w Pieczyskach.
  - Pozostałości po zespole obiektów administracyjno-mieszkalnych Zakładów Chemicznych Organika-Azot.
- Obiekty przemysłowe:
  - Budynek dawnej rzeźni w Ciężkowicach z końca XVIII w. (zabytek techniki)
  - Dworzec kolejowy w Jaworznie Szczakowej z XIX w.
  - Zabudowa dawnej Huty Szkła Dąbrowa Narodowa z XX w.
  - Budynki Huty Szkła w Szczakowej z II połowy XIX w.
  - Roznos sztolni kopalni rud cynkowo-ołowianych w Długoszynie z XVI w.
  - Młyn w Długoszynie z XVIII/XIX w.
  - Ruiny Fabryki Cementu na Pieczyskach z II połowy XIX w.
  - Stacja pomp wody pitnej w Dobrej z lat 20. XX w.
  - Budynek transformatorowni Kopalni Leopold z 1917 r.
  - Jeden z największych w Europie kominów (należący do Elektrowni Jaworzno).
  - Warto zobaczyć też nieczynne kamieniołomy (zbiornik Gródek) oraz kopalnie węgla kamiennego już nieużywane lub dwie pozostałe (Zakład Górniczy Sobieski), które funkcjonują nadal.
- Obiekty rekreacyjno-sportowe:
  - Hala Widowiskowo-Sportowa MCKiS (jedna z najnowocześniejszych w Polsce, z 1348 miejscami).
  - Kryta Pływalnia, która oprócz olimpijskiego basenu posiada kilkudziesięciometrowe zjeżdżalnie, jacuzzi, sauny i inne nowoczesne rekreacyjno-zdrowotne atrakcje.
  - Przystań nurkowa Via Sport Diving Marina "Koparki"[54] w zalanym kamieniołomie dolomitu
  - Arboretum Park Gródek
  - Zalew Sosina powstały w dawnym wyrobisku Kopalni Piasku „Szczakowa”.
  - Stadion Miejski z 7000 miejscami
- Obiekty sakralne:
  - Kolegiata św. Wojciecha i św. Katarzyny w Jaworznie z XVI w. z cudownym obrazem Matki Bożej Jaworznickiej (inaczej zwaną MB Passawską). Znajduje się tam także jeden z największych witraży w Europie.
  - Sanktuarium MB Nieustającej Pomocy na Osiedlu Stałym z ukoronowanym przez św. Jana Pawła II obrazem w 1999 r.
  - Kościół Podwyższenia Krzyża Świętego w Jeleniu z XVII w.
  - Budynek po synagodze przy ul. Stojałowskiego 4.
  - Ponad 40 kapliczek i krzyży przydrożnych przeważnie z XIX w. rozsianych po terenie całego miasta.
- Pozostałości po Centralnym Obozie Pracy.
- Rezerwaty przyrody:
  - Uroczysko „Sodowa Góra” (dawniej rezerwat „Sasanka”). Znajduje się w północnej części miasta. Ochroną objęte jest stanowisko sasanki otwartej (Pulsatilla patens) położone na południowo-wschodnim skłonie dolomitowego zbocza Sodowa Góra.
  - Dolina Żabnika – rezerwat przyrody położony jest w północno-wschodniej części miasta. Obszar objęty jest ochroną rezerwatową od 1996 r. Powierzchnia rezerwatu obejmuje 42 ha i ok. 197 ha otuliny.
- Inne:
  - Rynek Główny o nietypowym trójkątnym kształcie.
  - Studnia w Jeleniu z XVII w.
  - Na terenie miasta znajduje się ok. 150 pomników, obelisków i tablic pamiątkowych. Najstarsze pomniki to: pomnik upamiętniający 500 rocznicę bitwy pod Grunwaldem – w Szczakowej z 1910 r. oraz pomnik ks. Stanisława Stojałowskiego z 1919 r.
  - Rzeźby jaworznickich chomików

### Szlaki turystyczne
- – PKP Jaworzno Szczakowa, Zalew Sosina, Ciężkowice, Jeziorki, Góra Grodzisko, Byczyna, Zalew Tarka, Jeleń, Zalew Łęg, Elektrownia Jaworzno III, Dąbrowa Narodowa, Łubowiec, Długoszyn, Góra Piasku, PKP Jaworzno Szczakowa.
- – Bukowno, Jaworzno Knieje, Zalew Sosina, Ciężkowice, Sosina Młyny Serafińskie, Diabla Góra, Kopalnia Piasku „Szczakowa”, Kanał wodny Jaworznik, Teren Gminy Bukowno.
- – PKP Maczki, Długoszyn, Góra Piasku, Góra Sodowa, Rezerwat Sasanka, Obszar Krajobrazowy Dobra – Wilkoszyn, Warpie, Osiedle Leopold, Osiedle Podłęże, Zalew Łęg, Elektrownia Jaworzno III, Wysoki Brzeg, Rzeka Przemsza, Mysłowice Brzęczkowice. Dalej szlak biegnie po terenie Mysłowic.
- – siedziba PTTK o/Jaworzno, Wilkoszyn, Jeziorki, Cezarówka, Koźmin, Balin, PKP Balin.
- – siedziba PTTK o/Jaworzno, Góra Grodzisko, Byczyna, Pomnik Partyzantów, Gmina Libiąż i Chrzanów.
- – dochodzi do szlaku zielonego i żółtego w Wilkoszynie do źródła wody siarczanej.

### Baza noclegowa
W mieście znajdują się 3 skategoryzowane hotele:
- Brojan*** (ul. Paderewskiego 44)
- Pańska Góra*** (ul. Krakowska 1)
- Wodnik* (ul. Bukowska 10)

## Administracja

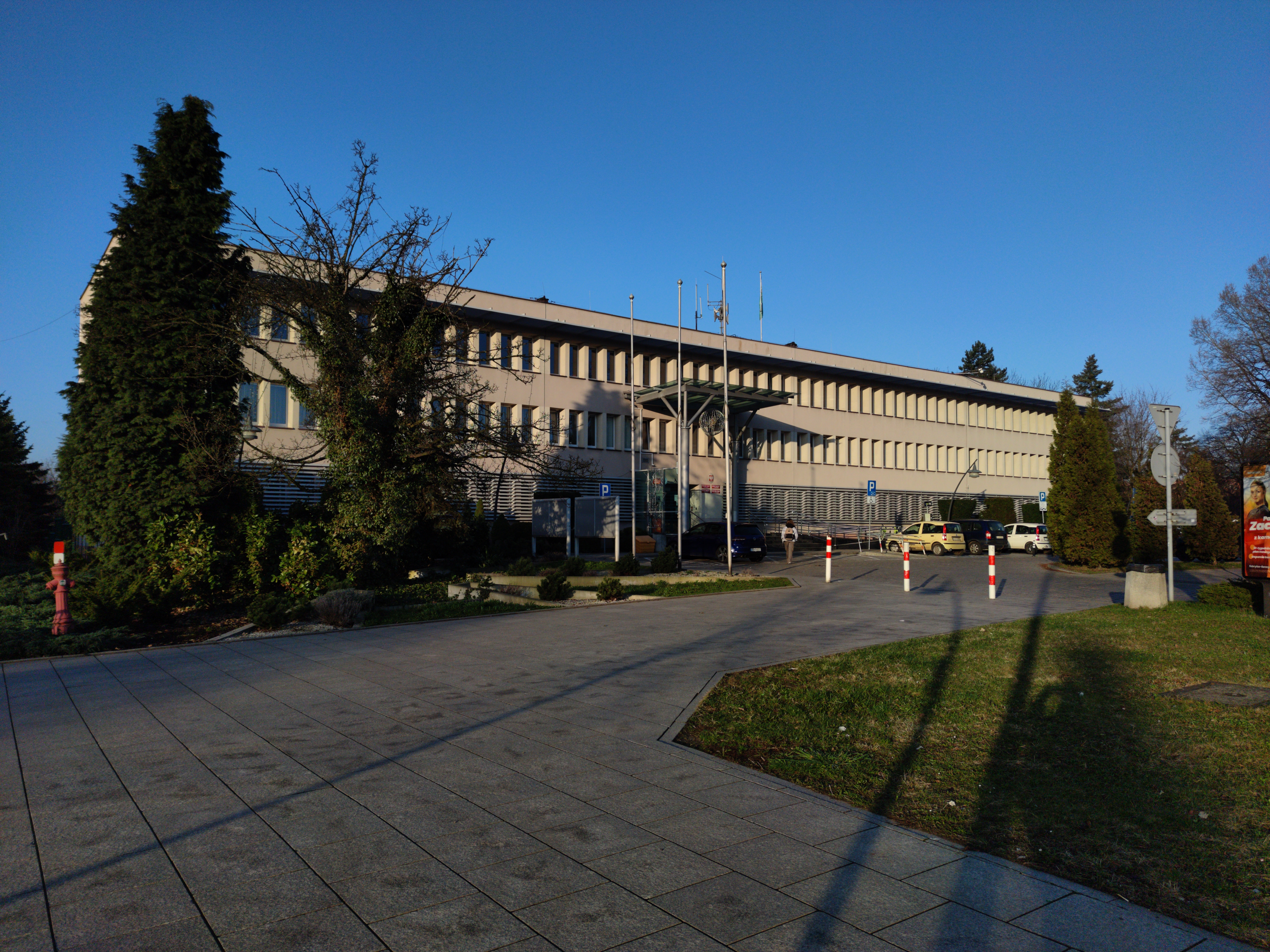
Urząd Miejski w Jaworznie

### Rada miasta
Jaworzno jest miastem na prawach powiatu. Mieszkańcy wybierają do Rady Miejskiej w Jaworznie 23 radnych. Organem wykonawczym samorządu jest prezydent miasta, którym obecnie jest Paweł Silbert.
| Ugrupowanie                  | 2002–2006   | 2006–2010 | 2010–2014 | 2014–2018 | 2018–2024                | 2024–2029                 |
| ---------------------------- | ----------- | --------- | --------- | --------- | ------------------------ | ------------------------- |
| Sojusz Lewicy Demokratycznej | 12 (SLD-UP) | –         | –         | –         | –                        | –                         |
| Jaworzno Moje Miasto         | 11          | 6         | 7         | 7         | 7                        | 5                         |
| Prawo i Sprawiedliwość       | –           | 4         | 4         | 7         | 7                        | 6                         |
| Platforma Obywatelska        | –           | 6         | 6         | 8         | 9 (Koalicja Obywatelska) | 12 (Koalicja Obywatelska) |
| Wspólnie dla Jaworzna        | –           | 7         | 6         | –         | –                        | –                         |
| KWW Bernadety Siostrzonek    | –           | –         | –         | 1         | –                        | –                         |

### Prezydent miasta

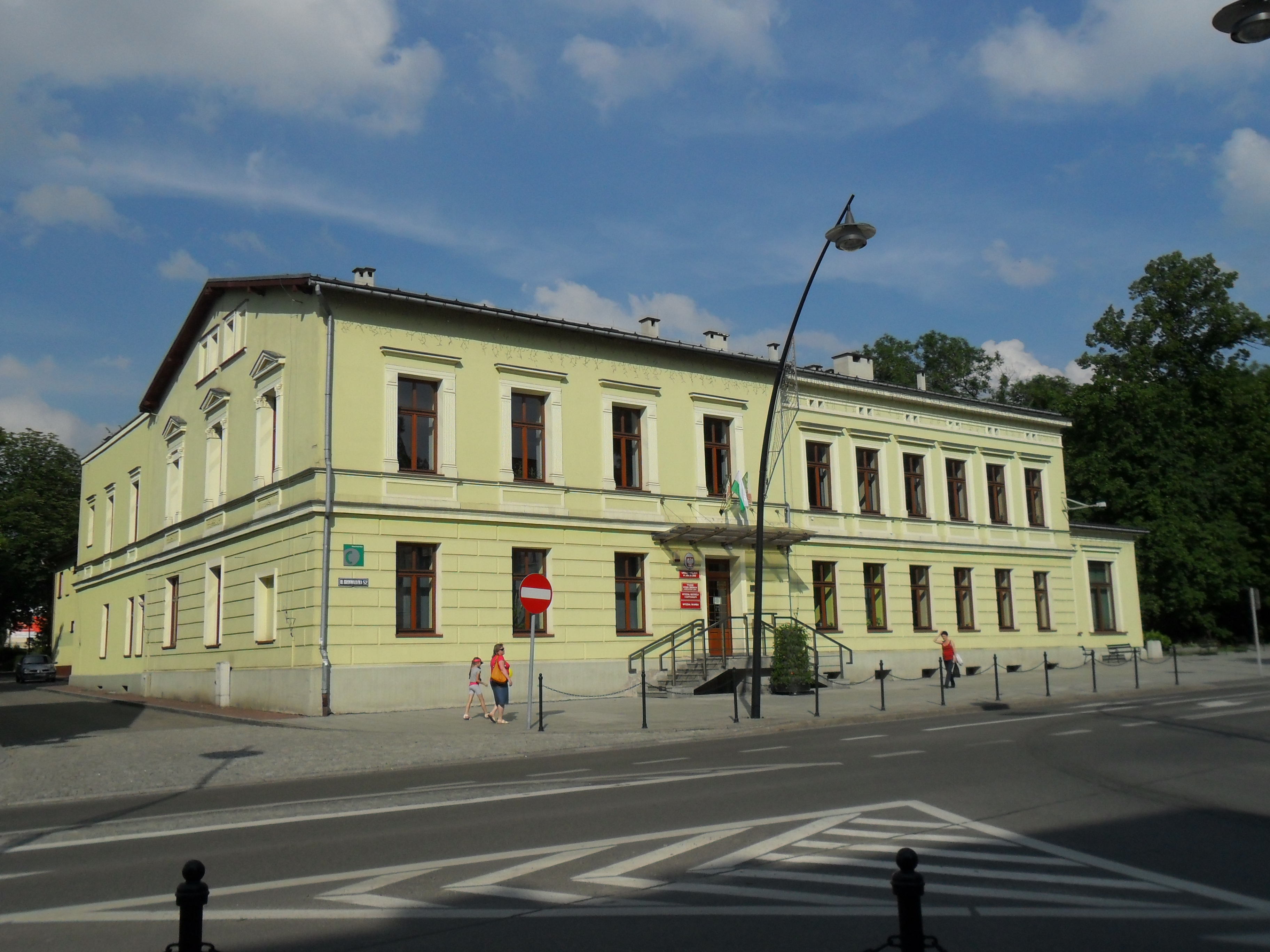
Urząd Miasta Jaworzna budynek "C"

| Lata         | Imię Nazwisko     | Partia lub blok partyjny |
| ------------ | ----------------- | ------------------------ |
| 1975 – 1979  | Leszek Jagodyński | PZPR                     |
| 1979 – 1982  | Marian Skalski    | PZPR                     |
| 1982 – 1990  | Józef Cichowski   | PZPR                     |
| 1990 – 1998  | Andrzej Węglarz   | Unia Wolności            |
| 1998 – 2002  | Marian Tarabuła   | SLD                      |
| 2002 – nadal | Paweł Silbert     | Jaworzno Moje Miasto     |

## Religia

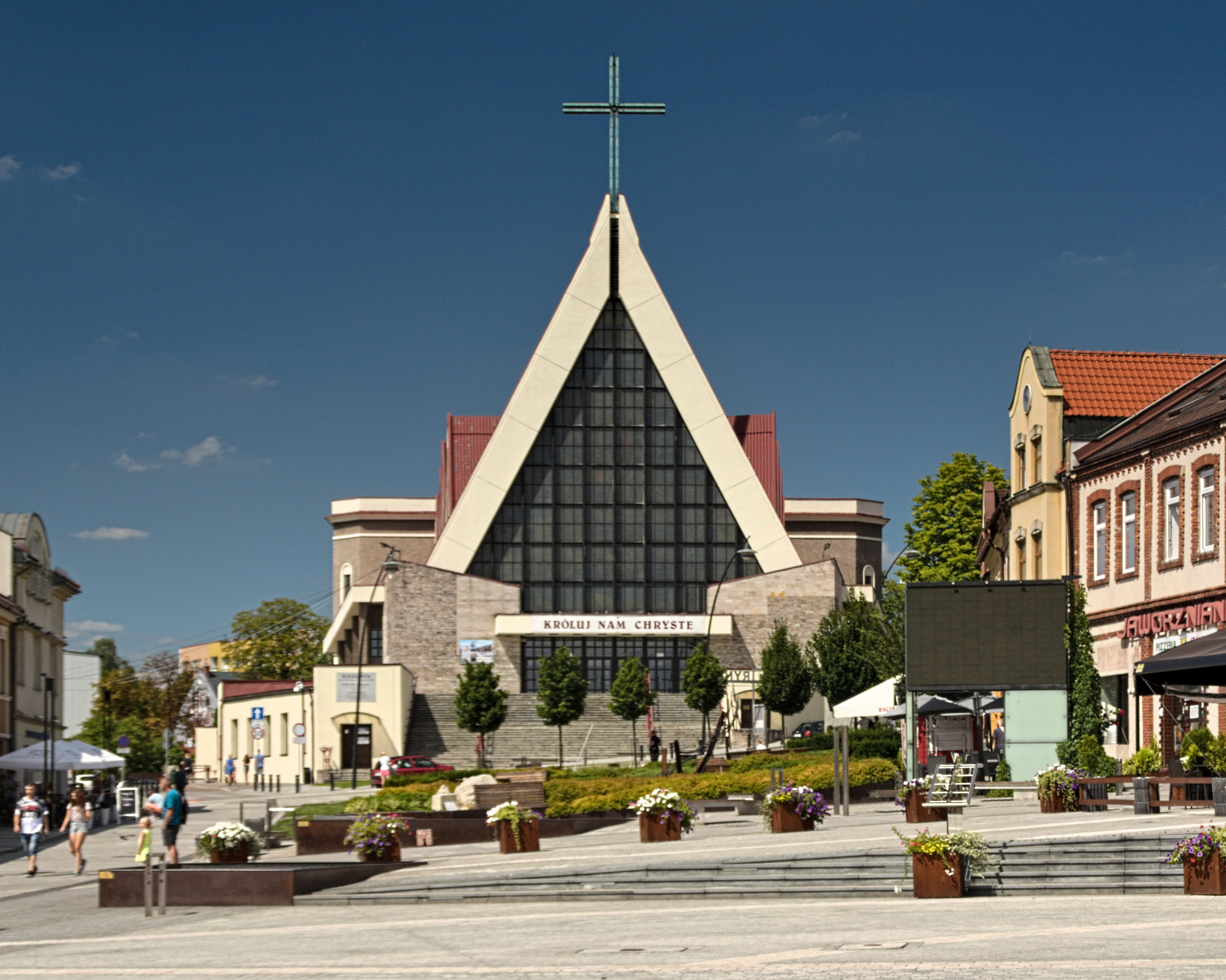
Kolegiata św. Wojciecha i św. Katarzyny

### Kościół rzymskokatolicki
Większość mieszkańców Jaworzna stanowią wierni Kościoła Rzymskokatolickiego.
Diecezja
Jaworzno niemal w całości należy do diecezji sosnowieckiej w obrębie archidiecezji częstochowskiej. Obszar Cezarówki Górnej i Koźmina podlega Parafii Chrystusa Króla w Balinie, natomiast Jeleń-Dąb, w którym znajduje się tylko kaplica dojazdowa, należy do parafii Przemienienia Pańskiego w Libiążu. Obie te parafie znajdują się w granicach archidiecezji krakowskiej, której w przeszłości podlegało całe Jaworzno.
Dekanaty
Obszar Jaworzna należy do dwóch dekanatów diecezji sosnowieckiej oraz dwóch dekanatów archidiecezji krakowskiej.
Diecezja sosnowiecka:
- jaworznicki św. Wojciecha BM,
- jaworznicki NMP Nieustającej Pomocy.

Archidiecezja krakowska:
- Dekanat Libiąż – Dąb,
- Dekanat Chrzanów – Cezarówka Górna, Koźmin.

Parafie
- Parafia Świętych Wojciecha i Katarzyny w Jaworznie – Centrum
- Parafia Najświętszej Maryi Panny Nieustającej Pomocy w Jaworznie Osiedlu Stałym
- Parafia Narodzenia Najświętszej Maryi Panny w Jaworznie Długoszynie
- Parafia św. Jana Kantego w Jaworznie Niedzieliskach
- Parafia św. Brata Alberta Chmielowskiego w Jaworznie Pieczyskach
- Parafia św. Elżbiety Węgierskiej w Jaworznie Szczakowej
- Parafia Najświętszej Maryi Panny Anielskiej w Jaworznie Dąbrowie Narodowej
- Parafia św. Barbary w Jaworznie Podłężu
- Parafia Miłosierdzia Bożego w Jaworznie Borach
- Parafia Najświętszej Maryi Panny Nieustającej Pomocy w Jaworznie Ciężkowicach
- Parafia Podwyższenia Krzyża Świętego w Jaworznie Jeleniu
- Parafia św. Karola Boromeusza w Jaworznie-Starej Hucie
- Parafia św. Józefa Rzemieślnika w Jaworznie Jeziorkach
- Parafia Najświętszej Maryi Panny Królowej Polski w Jaworznie Sobieskim
- Parafia Najświętszego Serca Pana Jezusa w Jaworznie Byczynie

### Kościół katolicki obrządku bizantyjsko-ukraińskiego
- Kościół greckokatolicki:
  - placówka duszpasterska w Jaworznie[62]

### Protestantyzm
Działalność duszpasterską na terenie miasta prowadzą kościoły protestanckie o charakterze ewangelicznym. Należą do nich:
- Kościół Adwentystów Dnia Siódmego w RP:
  - zbór w Jaworznie[63]
- Kościół Chrystusowy w RP:
  - Kościół Chrystusowy w Jaworznie[64]
- Kościół Wolnych Chrześcijan w RP:
  - zbór w Jaworznie[65]
- Kościół Zielonoświątkowy w RP:
  - zbór „Betel“[66]
- Zbór Wolnych Chrześcijan w Jaworznie (niezależny)[67][68]

### Świadkowie Jehowy
Na terenie miasta działają cztery zbory Świadków Jehowy (w tym grupa rosyjskojęzyczna): Jaworzno–Południe, Jaworzno–Śródmieście, Jaworzno–Wschód, Jaworzno–Zachód, spotykające się w dwóch Salach Królestwa (ul. Elektryków 3, ul. Kolejowa 15).

### Judaizm
W przeszłości istniała w Jaworznie synagoga, która została zdewastowana przez hitlerowców w czasie II wojny światowej.

## Honorowi obywatele miasta
- 2003 – Jan Paweł II
- 2008 – Adam Śmigielski

## Miasta partnerskie
- Karwina,  Czechy
- Szigethalom,  Węgry
- Yiwu,  ChRL[71]
- Hereford,  Wielka Brytania[72]
- Berezań,  Ukraina[73]